# 巴黎地鐵
巴黎地鐵或巴黎地下鐵（法語：Métro de Paris）是法國巴黎的地下都市軌道運輸系統，自1900年起營運至今。目前巴黎地鐵總長度245.6公里，有14條主線和2條支線，共16條路線，合計321個車站，居世界第二十位。2018年客流量达15.59亿，居世界第十二位。
巴黎地铁現由巴黎大眾運輸公司 (RATP)負責營運。该公司亦同时营运RER的一部分、法兰西岛有轨电车多條路線，以及巴黎及其近郊的公交车路网。RATP的运营计划在法兰西岛运输联合会（IDFM）的指派下进行。

## 概略

巴黎地铁路网，不包含其他城市軌道交通系統。

巴黎地铁主要行走在巴黎市区和近郊的小范围都会圈，车站平均站距仅548米，决定了列车只能以中低时速行走较短的路程。线路大部分位于地底，由于地质条件不均一，大部分地底路段深度很浅（高海拔地段除外）。建造地铁时较多采用明挖回填法，因而路轨随马路前行常显得弯弯曲曲。地铁线路亦有17公里位于地面或架空位置，包括市区内的高架路段和近郊的地面路段。
行走在地底的路段均采用单洞双轨式构造，线路走向为右上左下。轨道宽度为1435毫米的标准轨距，供电系统采用直流750伏的第三轨供电。另外，巴黎地铁有一大特色－胶轮路轨系统，安装在1、4、6、11和14号线这5条线路上，该技术由RATP于1950年代开发，并且推广到蒙特利尔、墨西哥城和圣地亚哥。
巴黎地铁的车厢较为狭窄，仅有2.4米宽，6节编组的列车也仅能容下600～700名乘客。列车的编组数从3至6节不等，并且同一条线上的所有列车都采用相同的编组数。大部分线路采用5节编组，唯有1、4和14号线采用6节编组，2020年新列車投入使用後14号线部分列車增加到8节编组。3号线支线和7号线支线由于线路的特殊性采用3节编组。
巴黎地铁的16条线路如下，所有列車都会停靠沿途所有的车站（除车站施工翻新外），其中7号线和13号线各自拥有两个分叉。

### 路線列表
| 路線名稱          | 路線名稱  | 通車 | 最後延伸 | 類型          | 站數 | 長度（公里） | 平均站距（公尺） | 總站                              |
| ----------------- | --------- | ---- | -------- | ------------- | ---- | ------------ | ---------------- | --------------------------------- |
| 巴黎地鐵1號線     | 1號線     | 1900 | 1992     | 膠輪 / 自動化 | 25   | 16.6         | 692              | 拉德芳斯 文森城堡                 |
| 巴黎地鐵2號線     | 2號線     | 1900 | 1903     | 鋼軌          | 25   | 12.3         | 513              | 太子妃门 民族                     |
| 巴黎地鐵3號線     | 3號線     | 1904 | 1971     | 鋼軌          | 25   | 11.7         | 488              | 勒瓦卢瓦桥-贝孔 加列尼            |
| 巴黎地鐵3號線支線 | 3號線支線 | 1971 | 1971     | 鋼軌          | 4    | 1.3          | 433              | 莱利拉门 甘必大                   |
| 巴黎地鐵4號線     | 4號線     | 1908 | 2022     | 膠輪 / 自動化 | 31   | 14.0         | 424              | 克利尼昂庫爾門 巴涅-露西·奧布拉克 |
| 巴黎地鐵5號線     | 5號線     | 1906 | 1985     | 鋼軌          | 22   | 14.6         | 695              | 博比尼 意大利廣場                 |
| 巴黎地鐵6號線     | 6號線     | 1909 | 1942     | 膠輪          | 28   | 13.7         | 504              | 夏爾·戴高樂-星形 民族             |
| 巴黎地鐵7號線     | 7號線     | 1910 | 1987     | 鋼軌          | 38   | 22.5         | 605              | 拉库尔讷沃 猶太城 伊夫里市政厅    |
| 巴黎地鐵7號線支線 | 7號線支線 | 1967 | 1967     | 鋼軌          | 8    | 3.1          | 443              | 路易·布朗 普雷圣热尔韦            |
| 巴黎地鐵8號線     | 8號線     | 1913 | 2011     | 鋼軌          | 38   | 23.4         | 614              | 巴拉尔 湖之角                     |
| 巴黎地鐵9號線     | 9號線     | 1922 | 1937     | 鋼軌          | 37   | 19.6         | 544              | 塞夫爾橋 蒙特勒伊市政厅站         |
| 巴黎地鐵10號線    | 10號線    | 1923 | 1981     | 鋼軌          | 23   | 11.7         | 532              | 布洛涅 奧斯特利茨                 |
| 巴黎地鐵11號線    | 11號線    | 1935 | 2024     | 膠輪          | 19   | 11.7         | 650              | 沙特莱 羅尼-布瓦-佩里耶           |
| 巴黎地鐵12號線    | 12號線    | 1910 | 2012     | 鋼軌          | 31   | 17.2         | 515              | 欧贝维利耶市政厅 伊西市政厅       |
| 巴黎地鐵13號線    | 13號線    | 1911 | 2022     | 鋼軌          | 32   | 24.4         | 776              | 沙蒂永-蒙魯日 聖但尼 莱库尔蒂耶   |
| 巴黎地鐵14號線    | 14號線    | 1998 | 2024     | 膠輪 / 自動化 | 21   | 27.8         | 1388             | 聖但尼-普萊耶爾 奧利機場          |

## 歷史

### 兴建地铁的可行性探讨

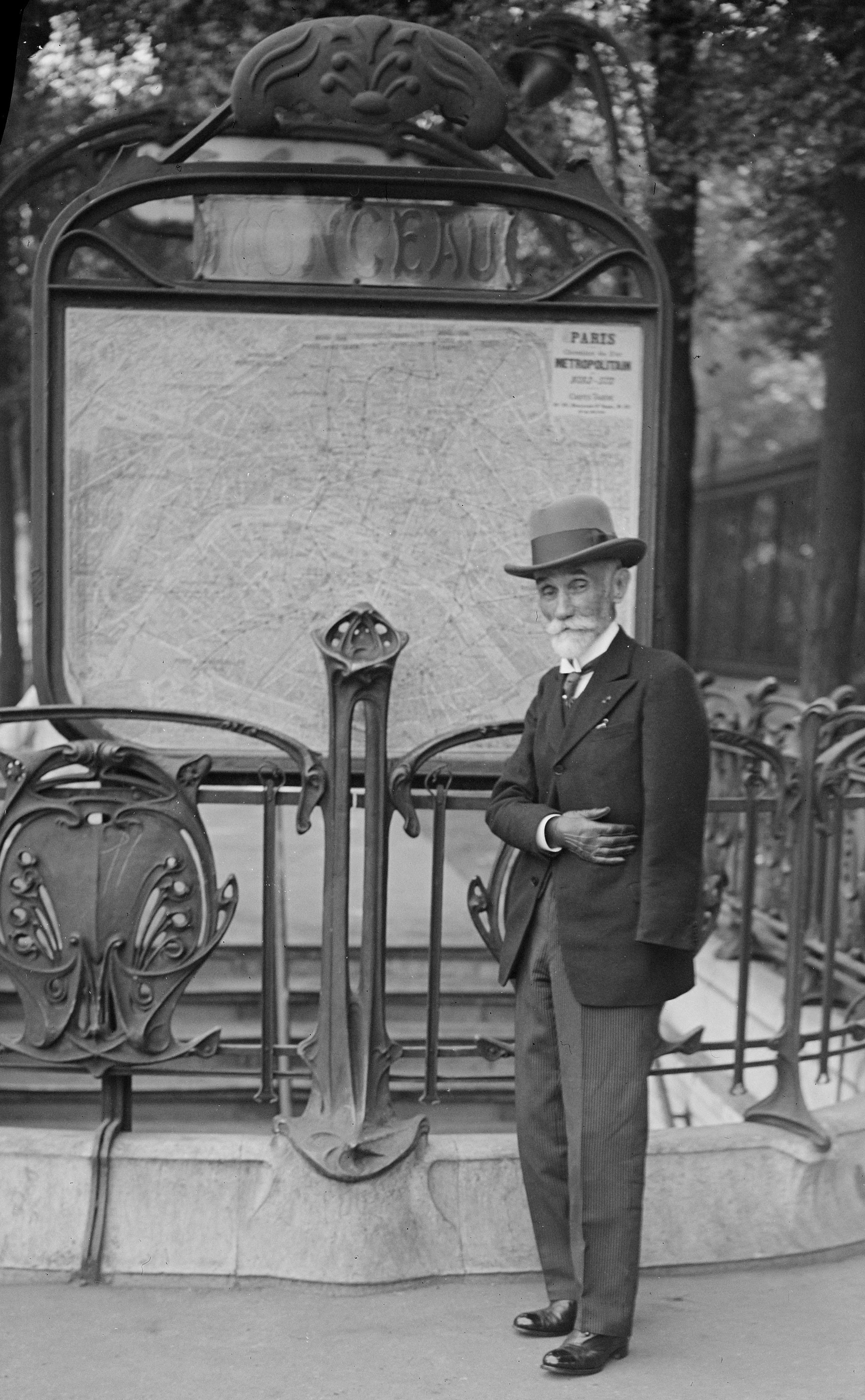
巴黎地铁的规划师菲尔让斯·比安弗尼

1845年，巴黎市政府與各家鐵路公司討論興建巴黎地鐵的可行性時，對於整體路網的形式有歧見：巴黎市政府主張，興建異於其他軌道系統的地鐵，将地铁路网限制于巴黎市区内，鐵路公司則主張，通过将郊區路線延长穿过市区，作為興建巴黎地鐵的基礎。
在当时，巴黎市政府由左派掌权，而法国政府长时间由右派当政，执政理念上的不同使得双方对巴黎地铁计划的分歧进一步加深。
关于巴黎地铁的方案计划被讨论了數十年之久而迟迟未有实质性进展。直到1896年4月20日，巴黎市议会通过了路桥工程师菲尔让斯·比安弗尼和设计师埃德蒙·于埃拟定的地铁一期路网，并于1898年3月30日对公众宣布这个“城市铁路计划”。

### 一期路网

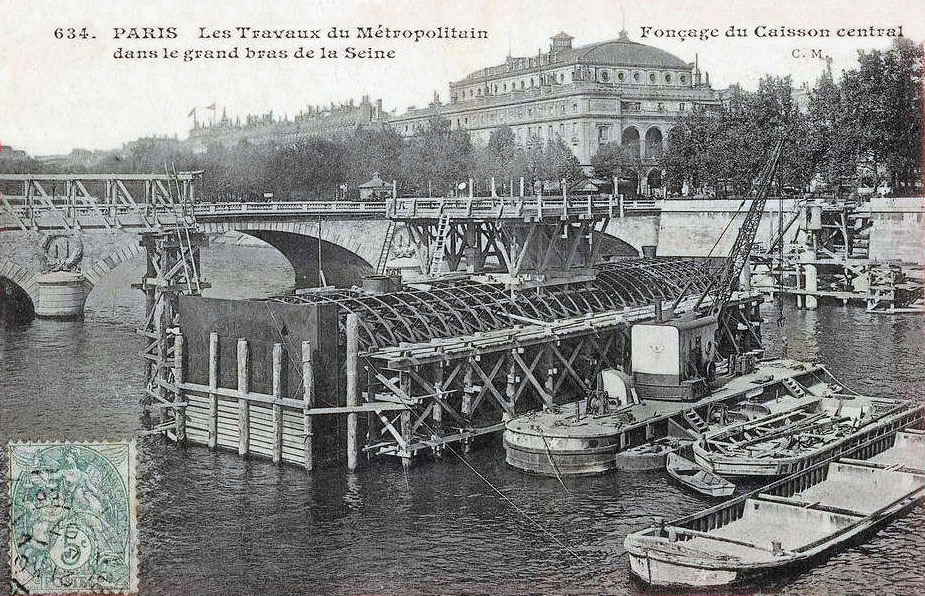
地铁过河隧道的施工场景

费尔尚斯拟定的一期路网包括6条主线，成為日後的1~6號線，此外另有3条增补线，最终演变为7号线和8号线。1898年10月4日，巴黎地铁开始动工兴建，工程由巴黎城铁公司 (CMP)负责。1900年7月19日，巴黎地鐵首條路線—— 1号线（馬約門站 <=> 文森门站區间）隨1900年巴黎世博会開幕啟用。市民被这种更高效且舒适的新型交通工具所吸引，客流量不断增加，列车车厢也在通车后的2年内从3节增加到8节，并且出现了一等车厢和二等车厢，前者需要25生丁，后者需要15生丁。1900至1913年，一期路网中的8条线路陆续竣工通车。

### 南北公司

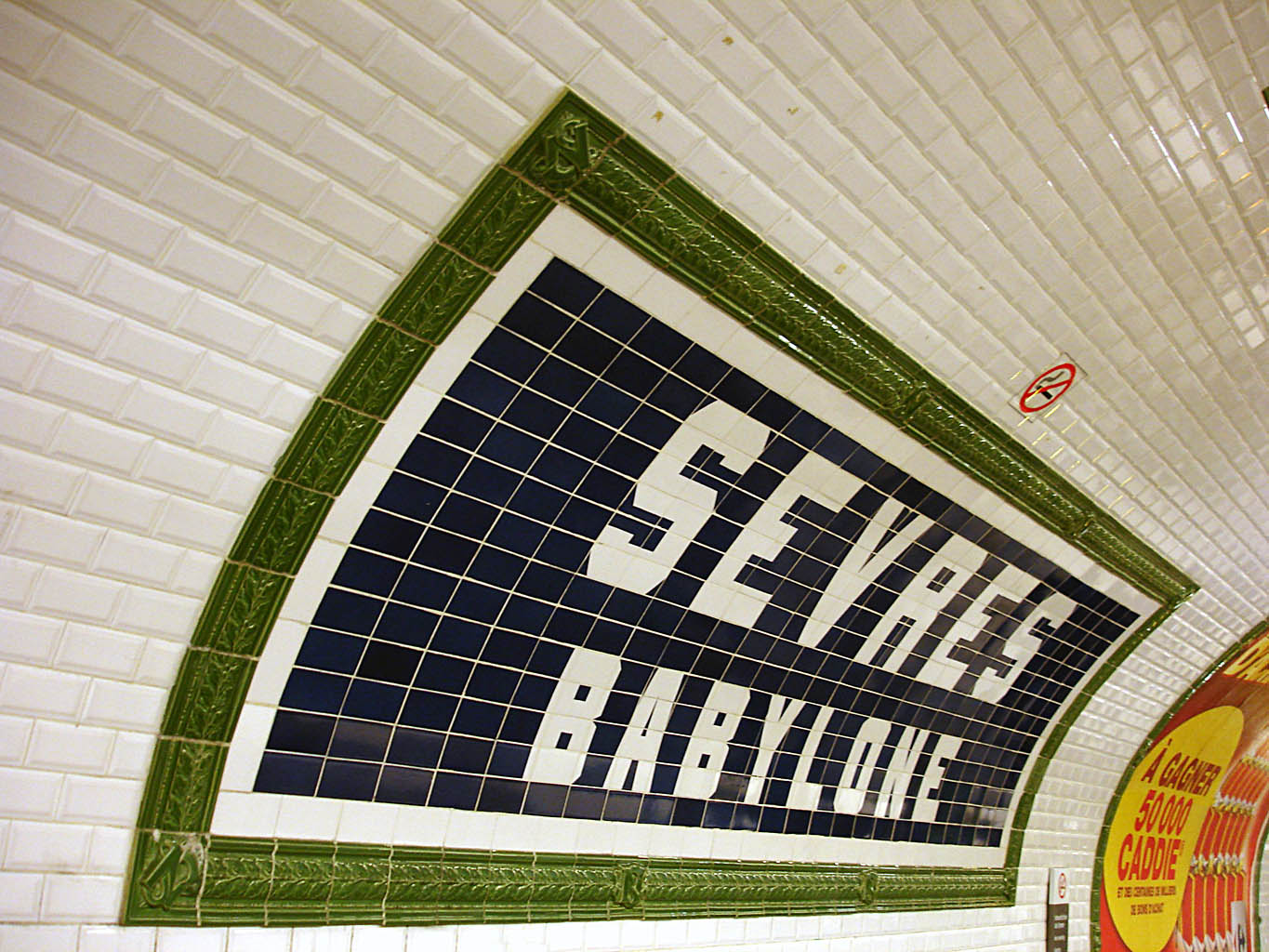
南北公司的特色站名标示

1902年，南北地下電氣鐵路公司成立，参与巴黎地铁路网的修建，与CMP形成了竞争关系。而南北公司的线路亦明显的建在CMP路网的空缺处。南北公司计划1905年公布的路网有3條路線，編號為A、B、C，AB两条线的走向对公众发布，随后便开工建设，A線於1910年11月5日通車，隔年2月26日B線也跟著通車。南北公司所用之軌距與CMP相同，雙方可互相行駛。

### 二期路网
1910年代時，CMP的一期路网已基本形成，加上南北公司的两条线，巴黎地铁的线路达到了10条，长度达到了91公里（1913年），年客流量达到了4.67亿人次。而早在1901年，当局已着手研究二期路网，好让地铁线路完全覆盖巴黎市区，二期路网的拟定仍由菲尔让斯·比安弗尼负责。二期路网包括数条新线路的兴建，以及固有线路的延伸，涉及既有7、8號線，及新建9号线、10号线、11号线。
CMP的竞争对手南北公司為區隔市場，吸引更多的乘客，将車站設計較為高貴，但此舉並不成功。後南北公司因高昂的维护成本连年虧損，最终於1930年1月1日被CMP購併，AB两条线分別改名为為12和13号线，而后，CMP接手修建南北公司的C线，1937年1月開通首段蒙帕纳斯-比安弗尼站<=>旺沃門站并命名为14号线。

### 延伸近郊和路网调整

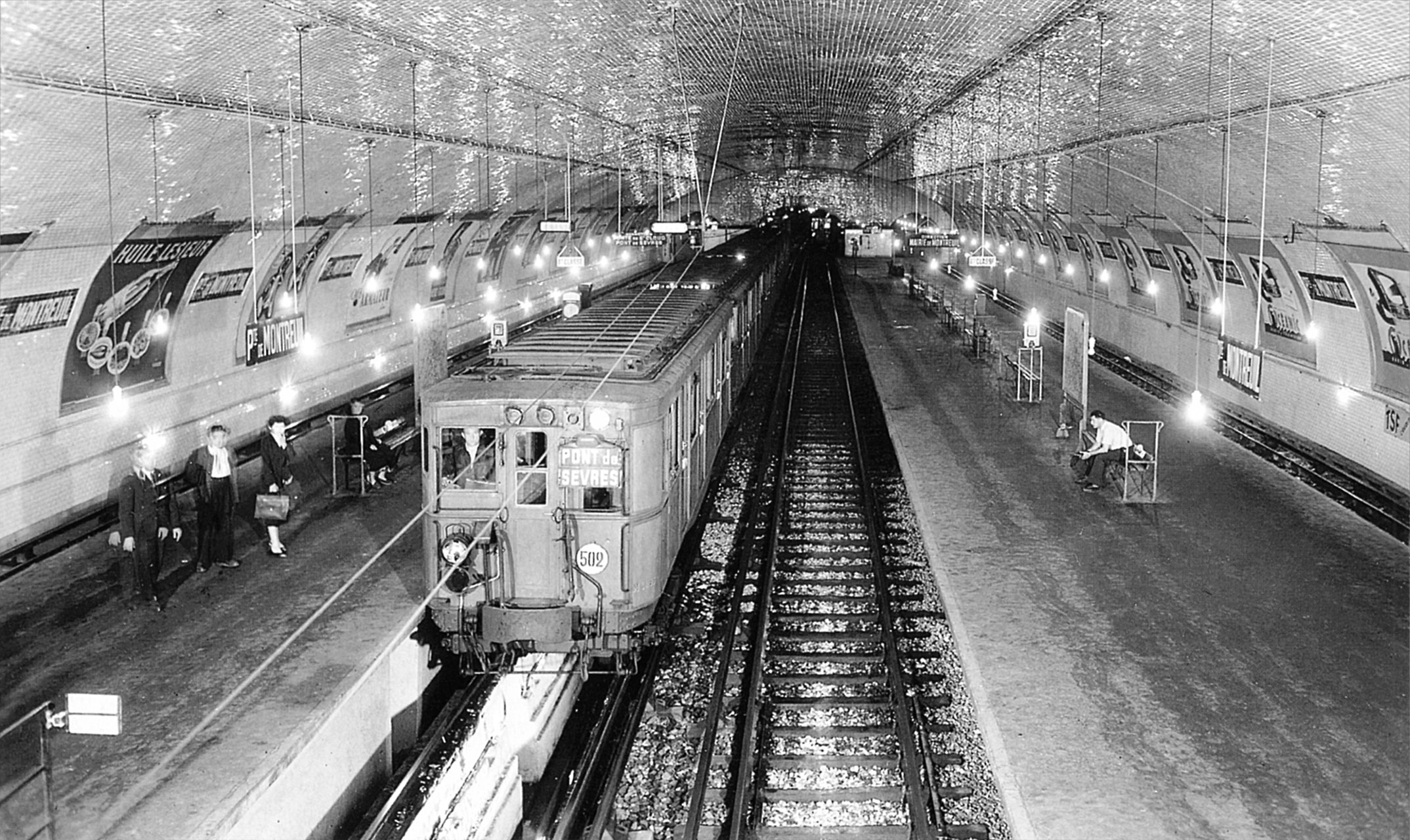
1930年代的蒙特勒伊门站
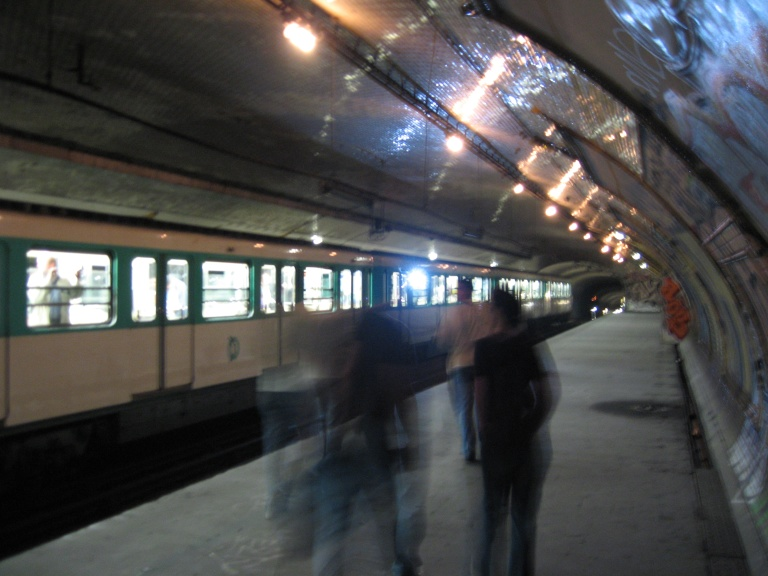
因二战而形成的幽灵车站--紅十字路口站（法语：Croix-Rouge (métro de Paris)）

1937年路网调整圖

1929年巴黎市政府和周边塞纳省政府达成新协议，计划将巴黎地铁向近郊延伸。之后的1930至1950年代，多条线路延伸出巴黎市区以外，期间巴黎地铁還對路网进行过3次较大规模的调整：
- 7号线南延过塞纳河须兴建隧道，为节省时间，改善市区东南部的地铁服务，10号线先行向东南延伸，待河底隧道竣工后，7号线遂行走10号线的延伸段。
- 8号线改为开往市区西南角，1937年8号线固有的西部路段转交给10号线，10号线固有的左岸西北路段则转交给新落成的14号线。
- 5号线因线路过长，故星形广场站至意大利广场站之间的路段於1942年转给6号线，6号线最终呈与2号线（北环線）互补的南环線。

1939年第二次世界大戰爆發，地鐵被迫減少班次，并關閉大批客流量较低的車站，最终只有85个车站继续营运。1940年巴黎被德军占领后，日客流量跌至仅30万，不过此后逐渐恢复到以往的水平。由于战前传统的巴黎路面电车停止服务，第二次世界大戰期间，地铁和自行车成为巴黎当时仅有的交通工具。1943至1944年，巴黎遭遇盟军的轰炸，有几个地铁车站遭到严重损毁。战后，巴黎地鐵因受二戰影響邁入漫長的重建期，直到1960年代仍有許多車站尚未重新營運，其中部份就成為幽灵車站。不过，战后初期，由于公交车停开，地面公共交通基本瘫痪，于是1946年地铁年客流量又达到16亿人次的新高。

### 战后的发展

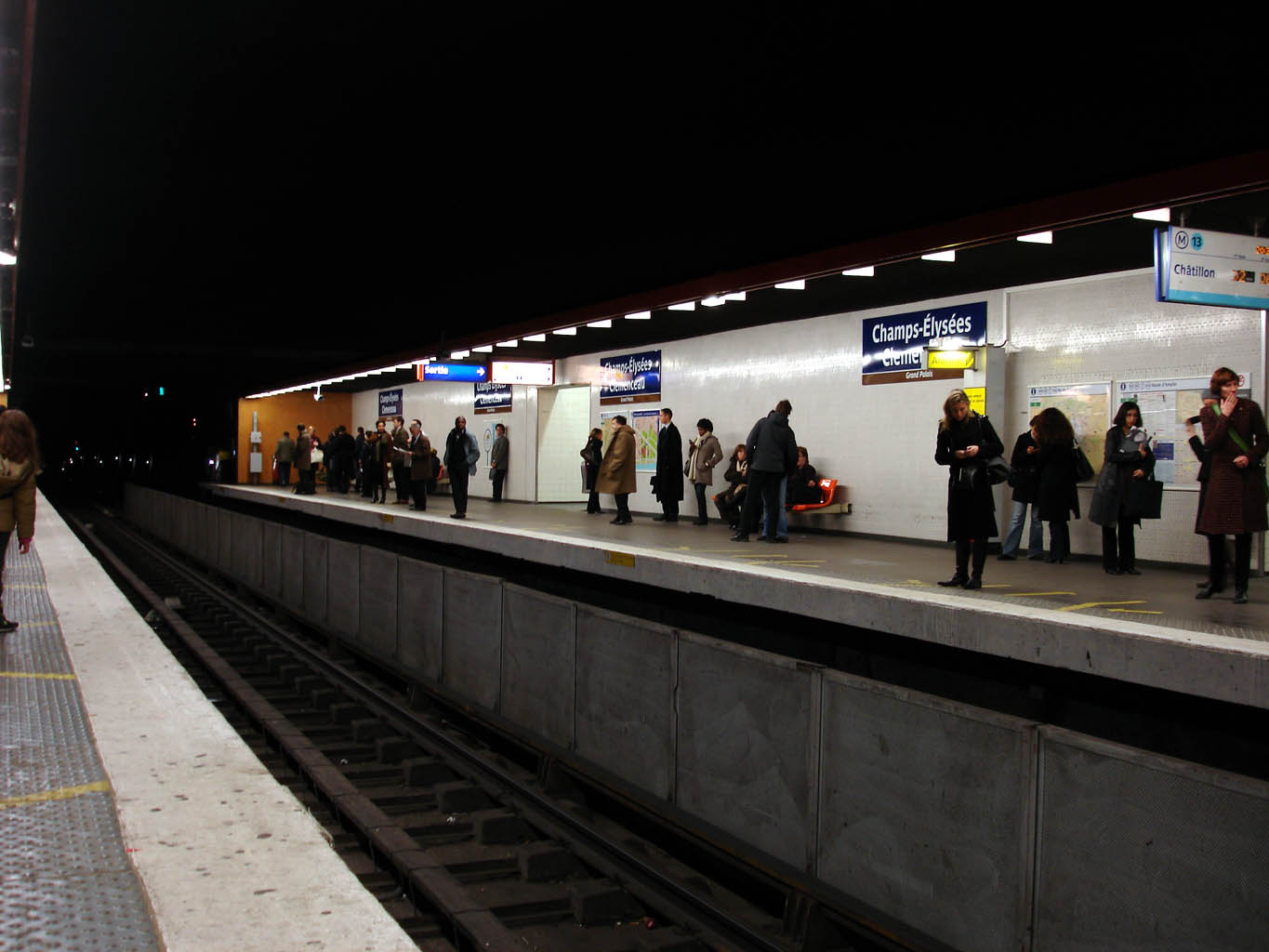
建于1975年的巴黎地铁13号线香榭麗舍-克列孟梭站

1945年1月1日，CMP被剥夺了地铁的经营权，理由是其总经理在二战期间对德国占领军态度过于恭顺。之后，新上任的公共交通与施工部部长勒内·梅耶临时接管了地铁。
1948年3月21日，法國政府通过法案，將CMP與巴黎大區公交公司合併為巴黎大眾運輸公司（RATP），負責營運巴黎大區的公共交通。次年1月1日，RATP正式成为巴黎大区的公共交通运营机构，此后，巴黎地铁由RATP负责营运。
战后巴黎地铁的扩张速度明显放缓，期间RATP主要致力于更新地铁列车，翻新车站内部装饰，改善车站照明设备和出入口通道，在部分线路上加装胶轮路轨系统，给路网配备自动领航等新技术，安装自动检票闸机，以及新建RER。1960年代中期之後，又有三次路网调整，暨大量线路向郊区延伸。三次路网调整包括3号线支线单独运營、7号线支线单独运營、舊14号线并入13号线，成为13号线的南段。

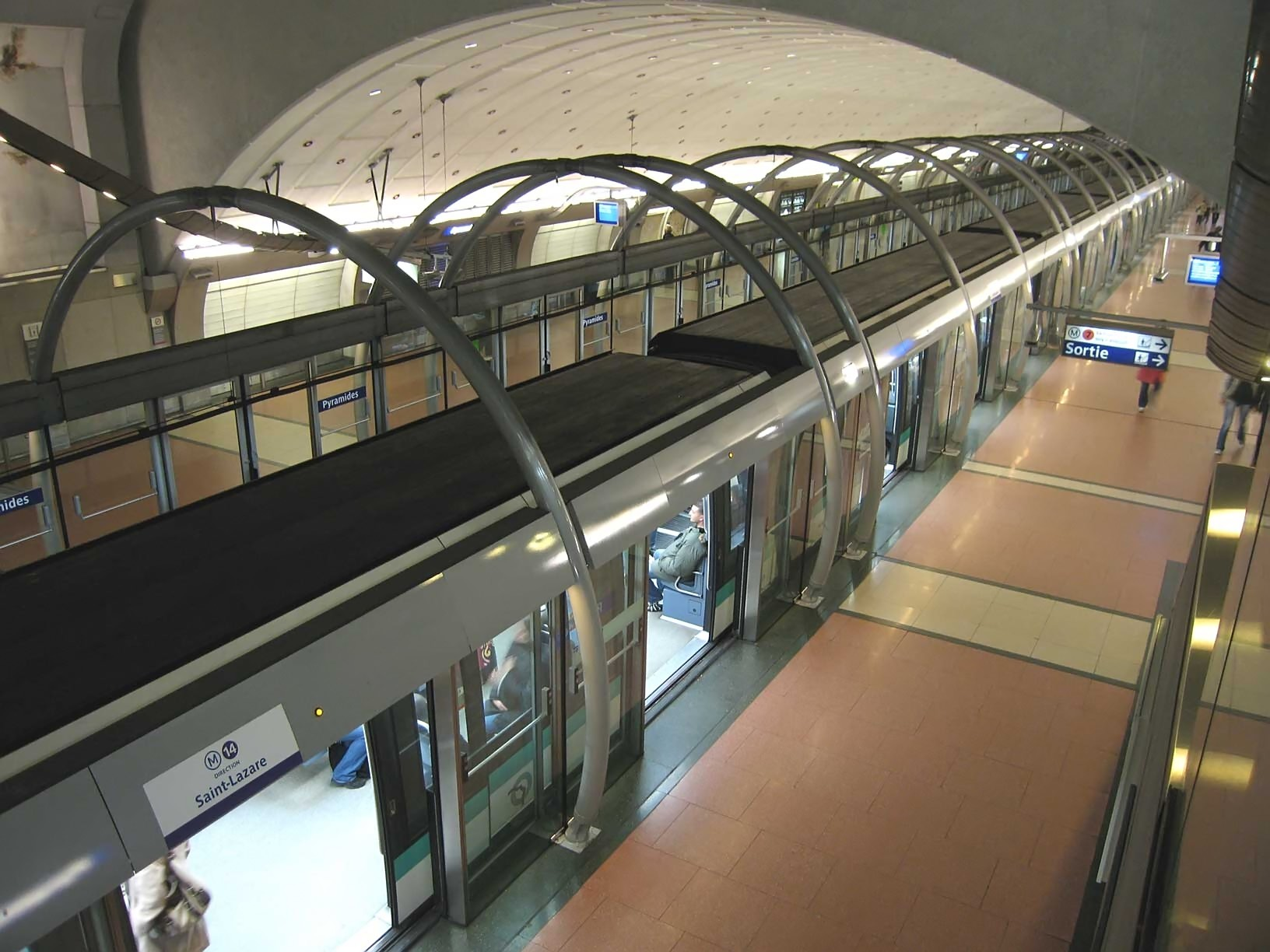
最新开通的14号线

### 东西快速地铁
1998年10月，最新的14号线（不是上文的14号线）通車，穿越巴黎市中心地带。该线采用無人駕駛系統，是巴黎地铁第一条全自动化的线路。14号线车站空间广阔，照明充足，月台长度达到120米，由于线路站距和RER接近，列车最高时速可达80公里，远高于其他地铁线，使14号线较其他线路来的高效。线路还安装了月台幕门以保证乘客的人身安全。
由於14號線的成功，2007年RATP启动了1号线的自动化改造计划。RATP同时亦对一些车站进行深度翻新，并且根据客流量的变迁适时调整地铁营运时间。1號線各个车站加装了1.8米的月台闸门，其材质与14号线的类似。2011年起，无人驾驶的MP 05列車逐步替代固有的MP 89 CC人工驾驶列車 ，信号系统亦进行了改造。而线路最早的西端终点站——马约门站的旧月台被改造成供MP 05维护的车厂。到2012年，这条存在年代最久远（112年），客流量最大的线路也完全自动化。
除了14號線之外，在21世紀之後，巴黎地鐵的擴張與現代化包括：
- 13号线西北分支于2008年6月延长至現時的終點站莱库尔蒂耶站。
- 8号线于2011年10月向東延长至現時的終點站湖之角站。[24]
- 12号线于2012年12月向北延长一站至人民陣線站[25]。2022年5月再向北延长一站至欧贝维利耶市政厅站。[26]
- 4号线于2013年3月向南延长一站至蒙鲁日市政厅站[27]。2022年1月再向南延长至巴涅-露西·奧布拉克站。[28]2023年12月15日，4号线完全自动化。[29]
- 14号线于2020年12月向北[註 2]延长4站至圣旺市政厅站，與13號線交會，分擔其運量，並連接13號線的兩條分支。[30][31]2024年6月，14号线南北再延長，南端連接奧利機場。[32]
- 11號線于2024年6月東延羅尼-布瓦-佩里耶站（英语：Rosny–Bois-Perrier station）。[33]

## 地铁车站

### 概述

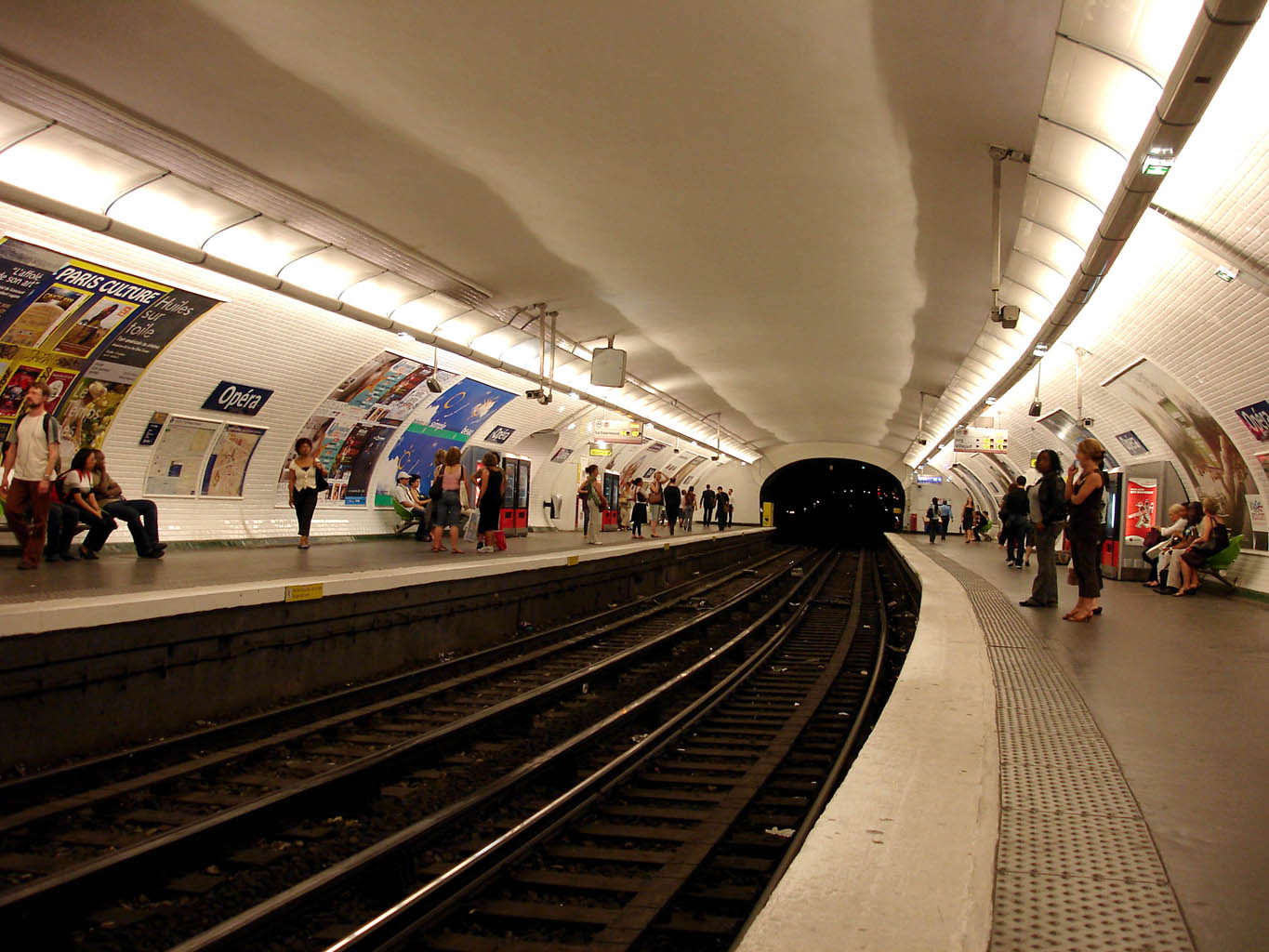
典型的巴黎地铁站呈双侧式月台构造
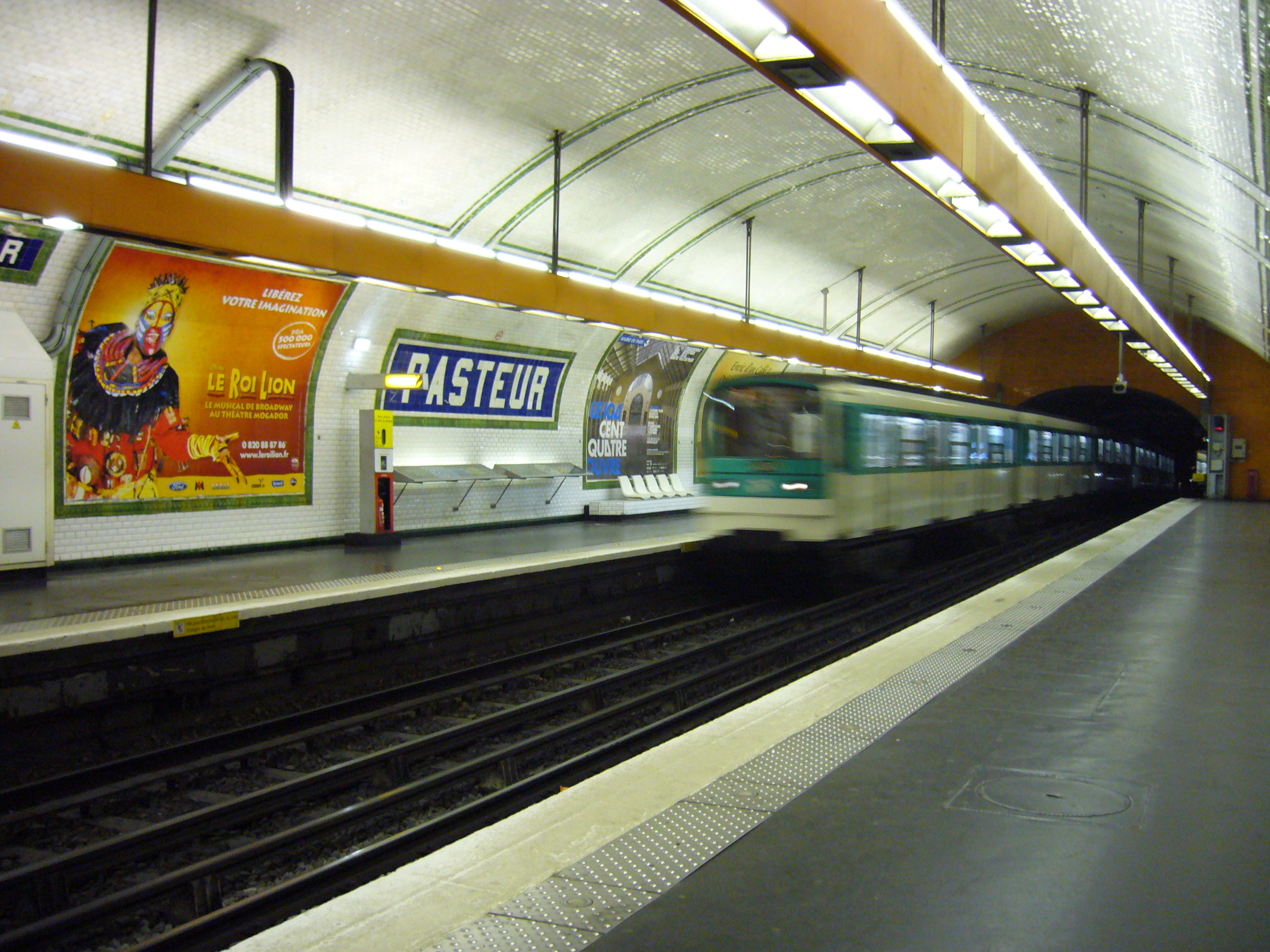
原南北公司建造的车站，拱顶较高

典型的巴黎地铁车站通常为位于地底的双侧式月台构造，月台宽度4米，长度在1900年初定为75米，但后来在一些客流量较大的线路上加长到90米，个别车站更是加长到105米。在一些终点站和旧终点站通常会设立混合式月台供列车存放、调头或回场，单侧式月台通常位于线路的单行方向，比如10号线西部路段，或由于双侧式月台被中央隔离柱（用于加固车站结构）隔开，呈单侧式月台状，比如8号线和9号线的共线路段。车站一般采用拱顶结构，但如果深度太浅，离地面太近，则会采用竖直结构，并且在顶部会加一层金属框架加固层，比如1号线的协和广场站。
南北公司建造的车站，其拱顶高度比CMP建造的要高，因为建造之初，它们均配备了架空电缆，后来随着南北公司被收购，该电缆设备被移除。建于地面的车站，通常有玻璃天棚或雨罩包裹外部。14号线的月台长度达120米，宽度8米，天花板高度也较其他线路高。另外，由于历史或商业上的原因，有些地铁车站建成后从来没有对公众开放，或者是开放后关闭了，或是被合并了，这些地铁站称为幽灵车站。

### 车站装饰

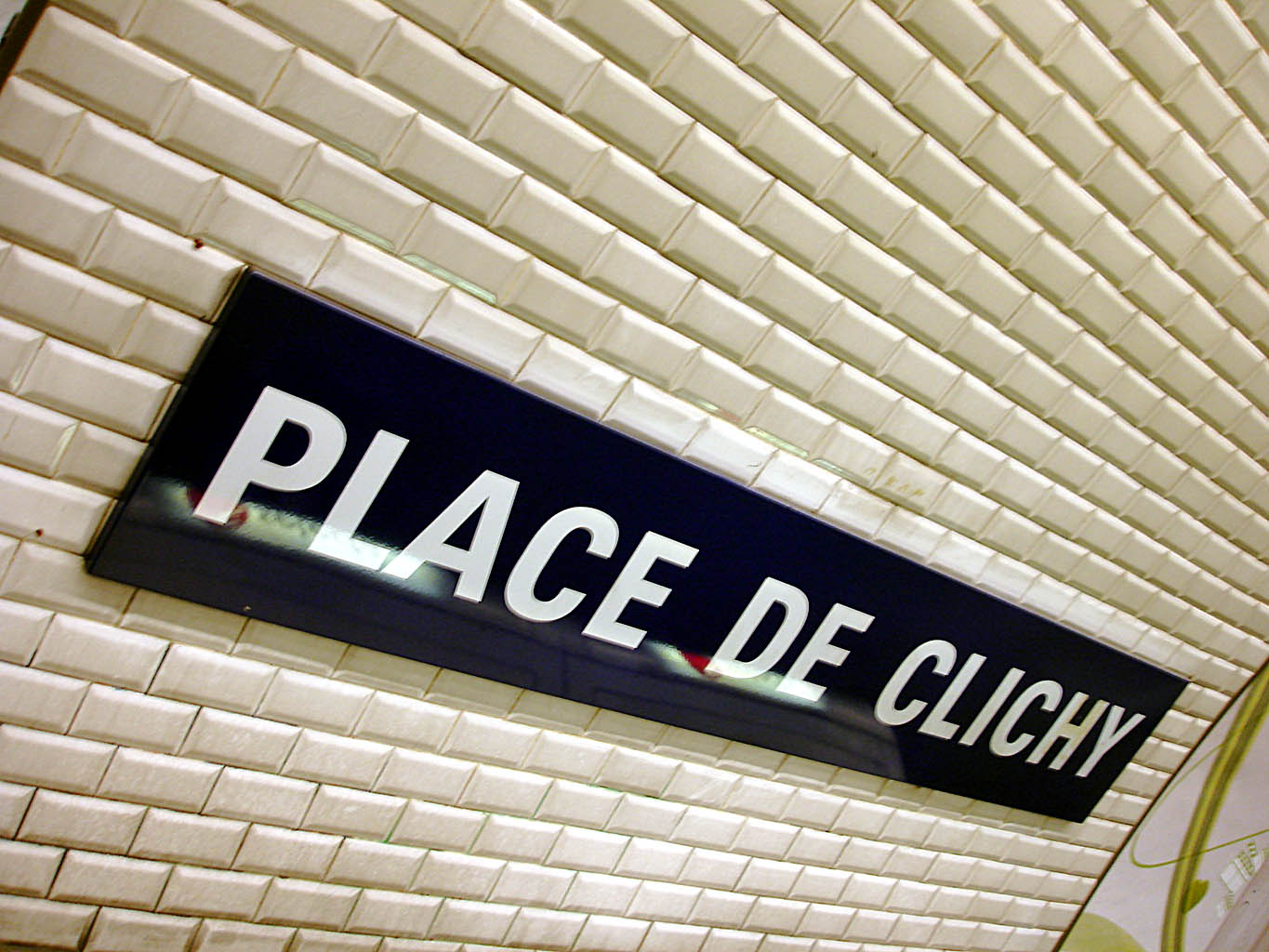
站名牌
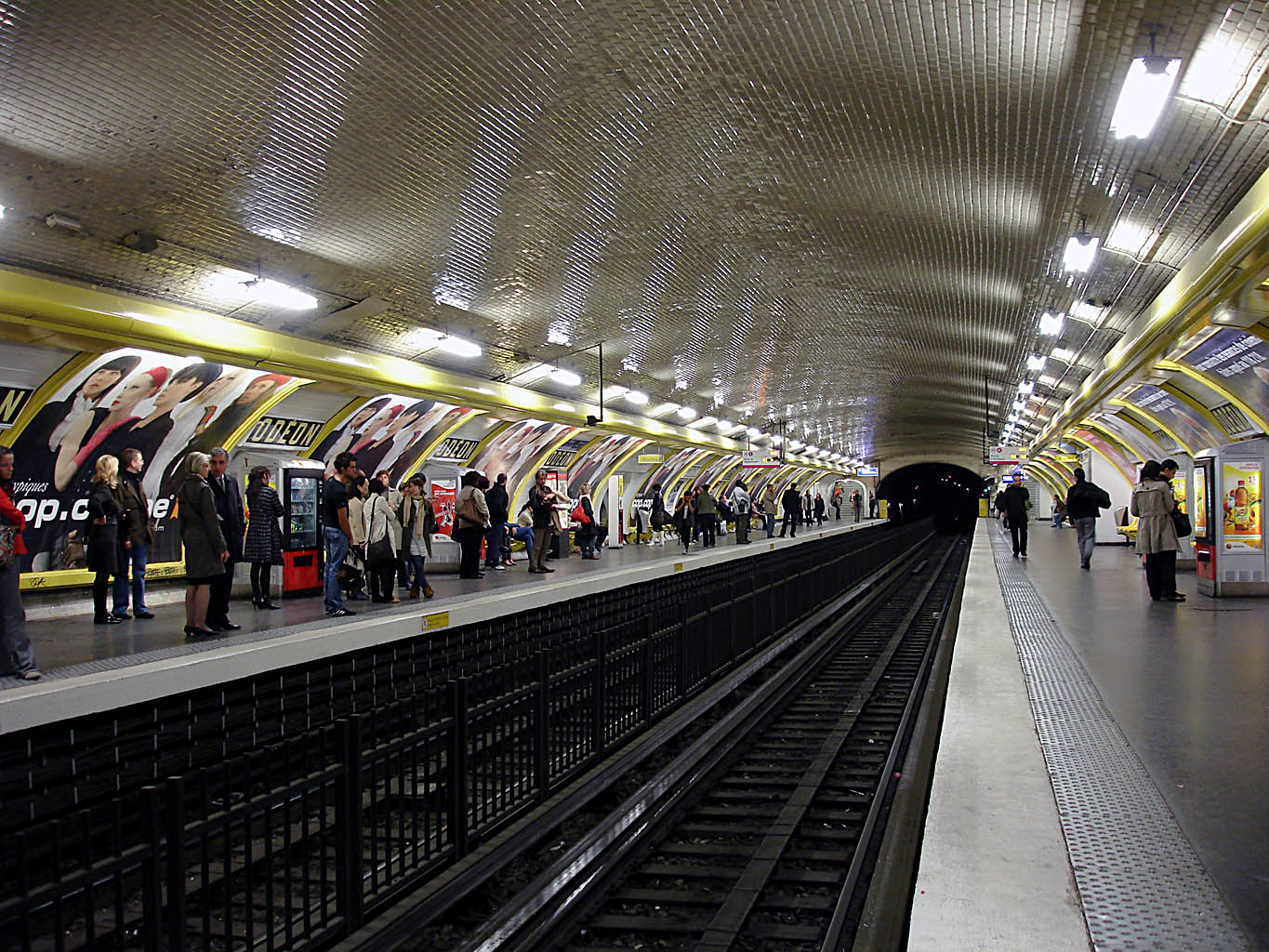
“镶边墙”装饰的车站
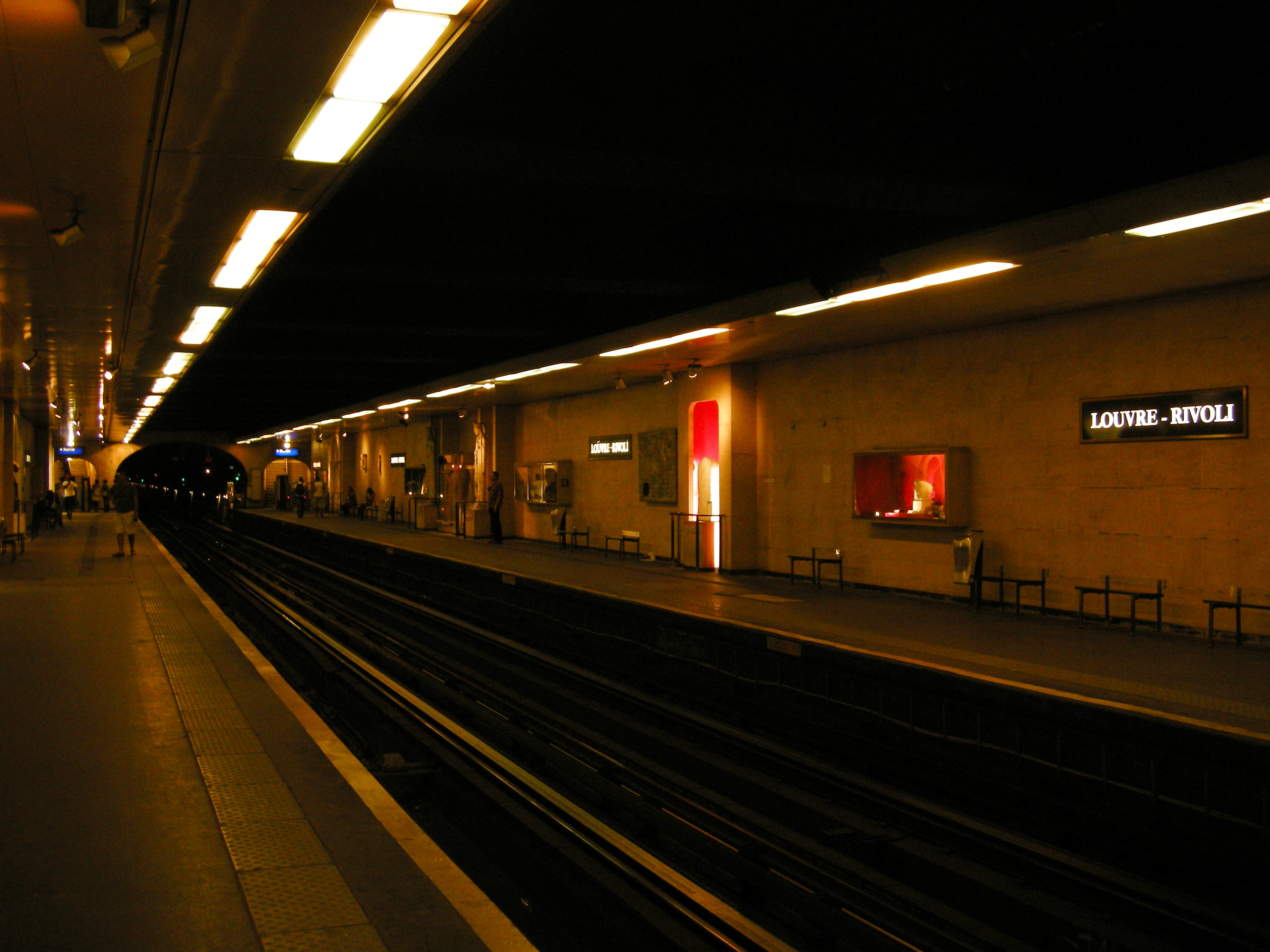
卢浮-里沃利站的装饰

巴黎地铁站在1900年代建造之初就被规划为整齐划一的美学形态，并在后续的翻新工程中得到保留。车站墙壁一般用白色瓷砖覆盖，因为20世纪初的车站灯光亮度较低，使用白色瓷砖可以最大程度的反射光线。墙壁上有商家广告，用上色的方砖外框包裹，外框上刻有CMP或南北公司的标志。站名通常以蓝底白字的形式书写于站名牌上，但原来由南北公司建造的些许车站则直接将站名书以蓝底白字写于在墙砖上（如左上图）。
巴黎地铁建造伊始，车站内并没有什么装饰，直到二战以后，地铁站的照明更换为荧光灯，RATP才发现墙壁上的瓷砖已经开始剥离，为了结束这种“白瓷砖覆盖”的单调性，暨更好的显示商业广告，RATP于1948至1967年对73个车站进行了“镶边墙装饰”，其中有一半的车站后来又翻新为更新的镶边。不过这种装饰却给车站墙体维护带来不便——必须将镶边墙凿开，然后再重新砌上。结果，自2007年开始，镶边墙陆续被移除，换回传统的白色瓷砖。
另外，还有20个车站在1960年代末砖面被砌成橙红色，车站拱顶的瓷砖被移走，形成一种新的装饰，穆顿-杜维内站是第一个被这样装饰的车站，因此这种装饰又被称作“穆顿装饰”。但这种装饰却让车站显得暗淡，并且橙色令地铁乘客产生不安感，结果它并没有得到太多推广，并且有数个采用“穆顿装饰”的车站在后来的翻新中被移除。
自1974年开始，RATP又选择了一种新的装饰方式。车站仍然采用传统的白色瓷砖，另外搭配以车站座椅和月台上方照明灯箱的颜色变化（比如一个车站为黄色，下一个车站为红色），这种装饰方式名为“莫特-安德鲁装饰”。此后的10年间，“莫特-安德鲁装饰”被应用到上百个巴黎地铁站当中，其中有数个就是当时新建的地铁站。而1980年代中期，20多个地铁站又有了新的装饰“道听途说”，经过改造的照明灯罩可以让灯光在车站拱顶产生彩色光斑。
部分车站的装饰富有文化气息。比如1号线的卢浮-里沃利站，装饰和附近的卢浮宫保持一样的艺术风格。11号线的工艺美术馆站则被装饰成潜水艇的模样。最新开通的14号线保持着现代的独特风格。

### 出入口、售票大堂和转乘通道

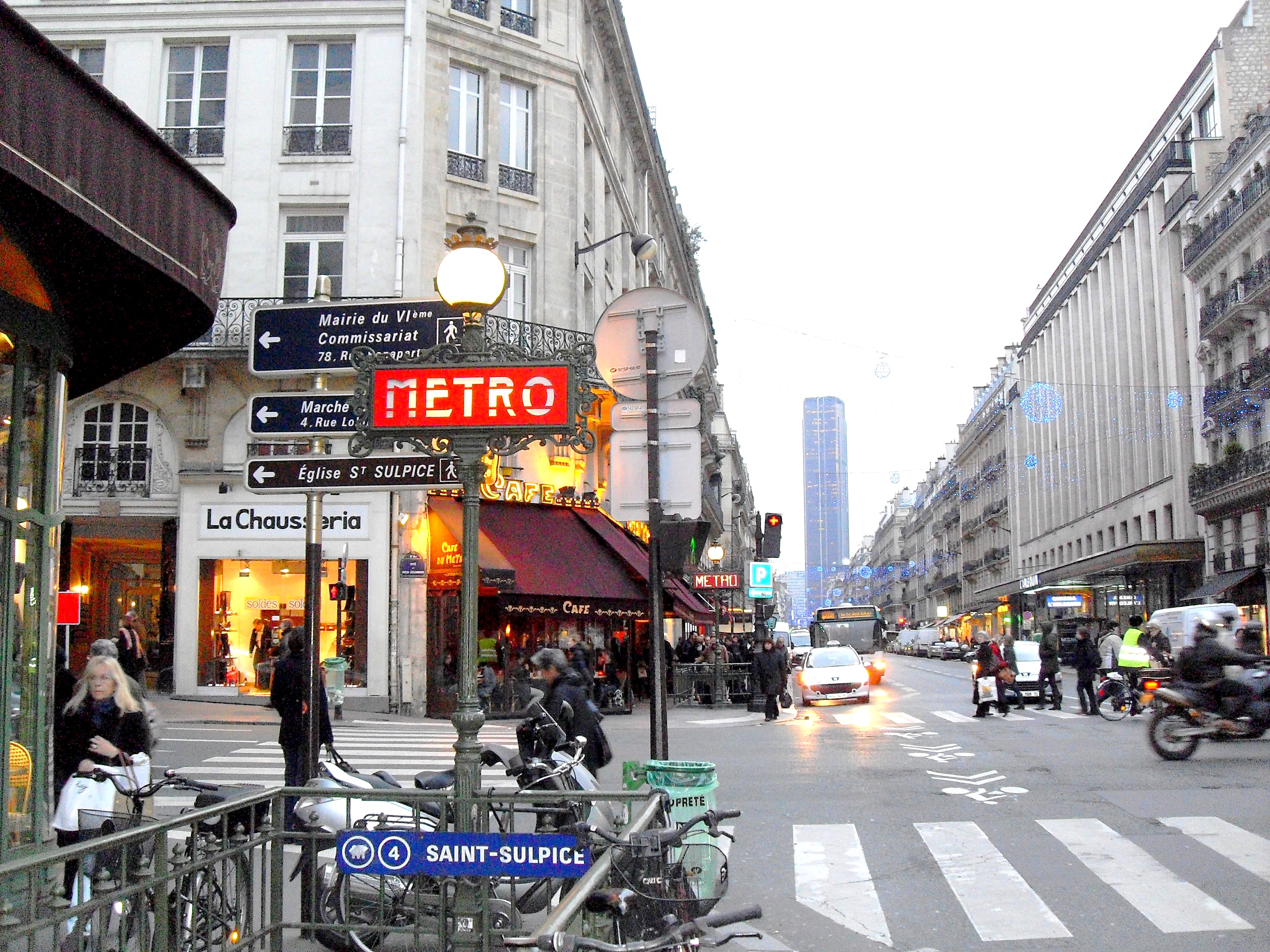
栏杆+华柱的装饰样式

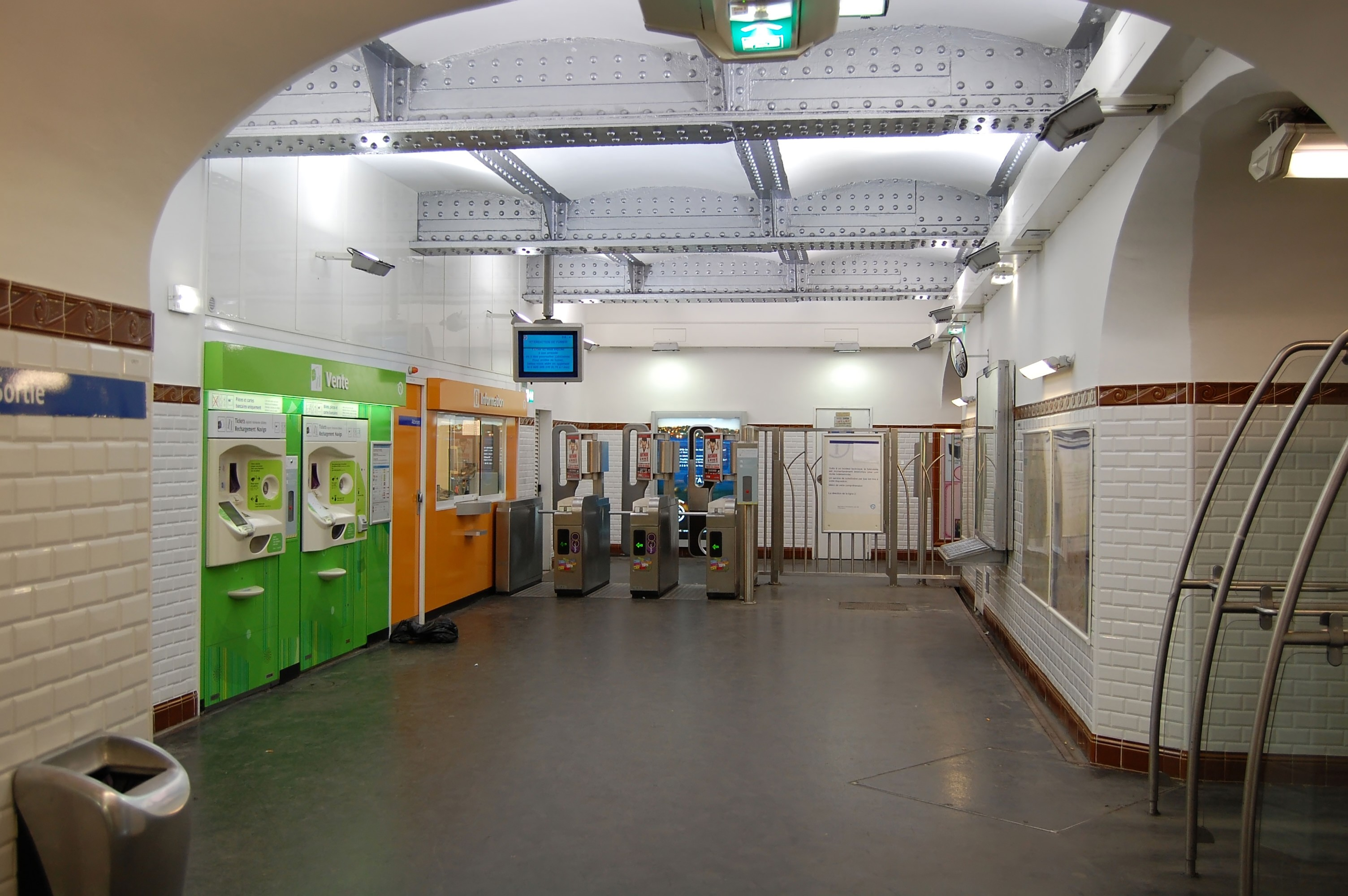
巴黎地铁站的售票大堂，包括售票窗、自动售票机和刷票闸机

巴黎许多地铁站的出入口都采用了艾克特·吉瑪的新艺术样式进行装饰，并且其形式多种多样。最常见的是用玻璃天棚外加一块挡雨板，比如阿贝斯站，或是玻璃天棚外加一块倒“V字形”的挡雨板，比如太子妃门站和沙特莱站。出入口的栏杆是用生铁浇铸的植物模型，入口处上方用两根弯曲的铁杆支撑（或悬挂在雨棚下）写有“METROPOLITAIN”的橙色铭牌。“METROPOLITAIN”用大小不均的巴黎奥斯曼字体书写。直到今天，还有86个车站出入口保留着艾克特·吉瑪的装饰样式。
艾克特·吉瑪样式自1899年被选作巴黎地铁出入口的装饰样式，不过在1903年修建歌剧院站的时候，CMP又采用了石材来建造出入口，这种样式后来被推广到一些座落在风景名胜附近的车站，比如星形广场站，共和广场站等。1904年以后，CMP不再采用吉玛样式，车站出入口仅安装普通的金属栏杆，外加一根金属华柱，上有一块玻璃瓷铭牌，以红底白字书写“METRO”。1930年开始，CMP在出入口栏杆的上方加装了地铁线路图。南北公司建造的出入口则是将经过锻压制成的金属栏杆安装在陶瓷石基上。
在二战以后，出入口的栏杆又被简化处理，到了1970年代，位于大型集市和郊区的新车站的栏杆采用不锈钢制，而华柱也被简化为一根金属杆，上端的地铁标示也简化成一个黄色的“M”字，夜晚可发光，四周用金属圈围绕。也有部分车站的出入口就建在建筑物内部，比如贝内蒂站。
地铁站里的售票大堂通常都包括至少一个售票窗，内有RATP员工负责售票和提供咨询服务，大堂内还有滚轮式自动售票机、交通智能卡充值机。乘客进入收费区须通过刷票或刷卡闸机。巴黎地铁的转乘通常都需要借助转乘通道和楼梯，不过有个别车站具有跨月台转乘功能，比如巴黎东站；由于历史原因（比如车站合并），有的转乘通道非常长，为了减少乘客转乘所需时间，车站通常配有水平自动扶梯，比如沙特莱站和蒙帕纳斯-比安弗尼站。巴黎地铁多数车站配有自动扶梯，但只有一部分配有升降机，其中14号线全线配有升降机和残障人士设施。

## 地铁列车
巴黎地铁最早的使用列车，其设计很大程度上受到地铁的竞争对手——路面电车的影响：木制车厢，长度较短，车身轻盈，使用车轴。1908年，这种短小的木制列车被斯普拉格-汤普森列车取代，斯普拉格-汤普森列车的金属车厢长度比木制车厢的长度要长，可更好的满足巴黎地铁的客运需求。另外，它还具有更强大的牵引力，并且是人工遥控操作的。
由于缺乏资金，斯普拉格列车直到1970年代才被新列车完全取代。另外，自1950年代起，RATP就不断开发性能更高的新型列车来适应巴黎地铁的客流，所有1950年代之後投入的列車均由阿爾斯通製造，它們使用更大体积的车厢，车厢之间实现互通，安装胶轮路轨系统来改善启动加速性能等。1998年，又投放了无人驾驶列车。
地鐵車輛分為鋼輪及膠輪兩種，前者以MF（Matériel sur Fer）、後者以MP（Matériel sur Pneumatiques）為開頭，搭配项目启用年份而形成列車編號。（编组中的M表示牵引车，R表示拖卡）

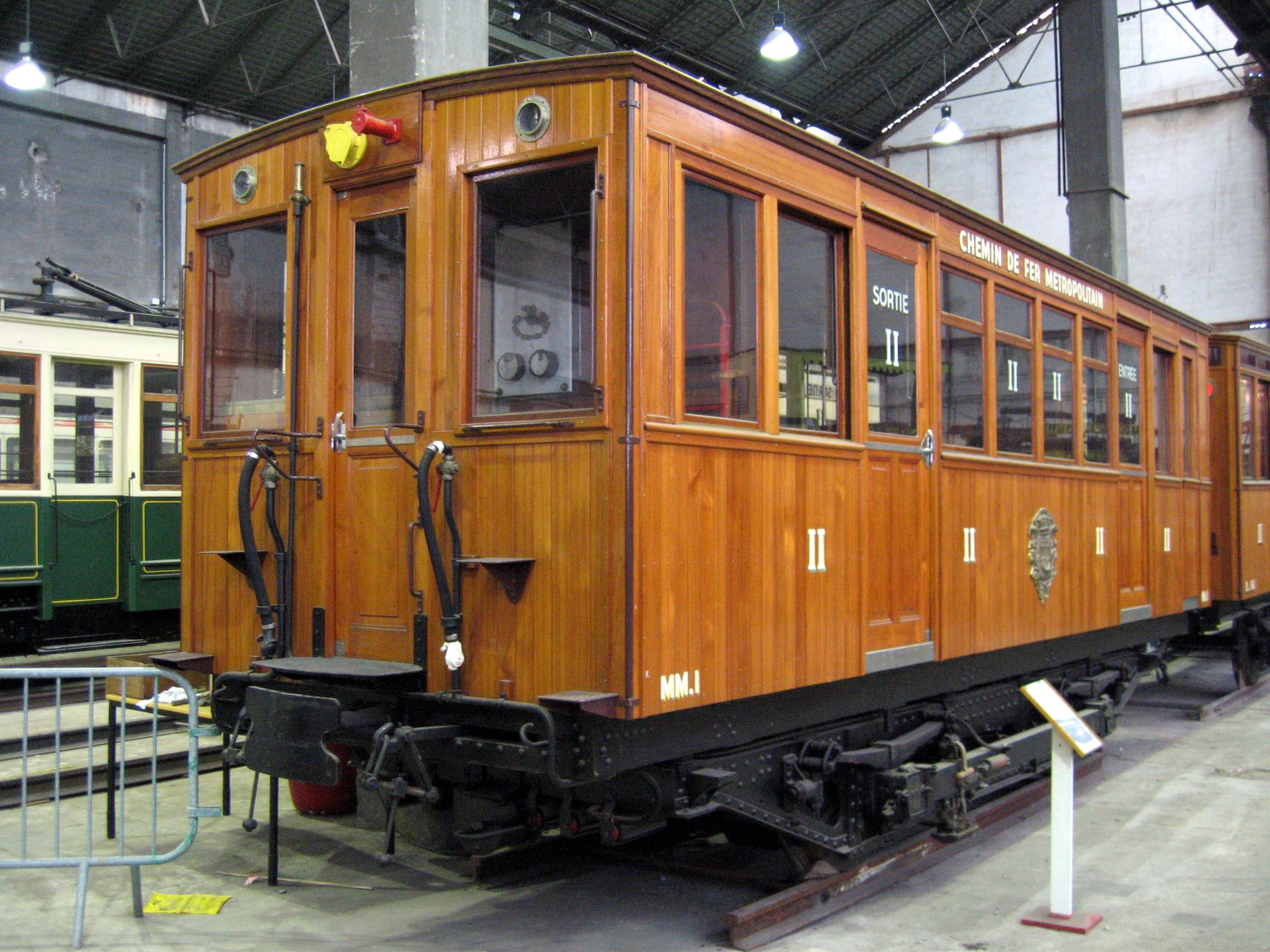
M1车厢

| 型號                 | 建造期間  | 營運期間  | 目前營運路線                                     | 車廂數量 | 編組形式                      | 備註         |
| -------------------- | --------- | --------- | ------------------------------------------------ | -------- | ----------------------------- | ------------ |
| 除役車輛             |           |           |                                                  |          |                               |              |
| M1                   | 1899-1903 | 1900-1931 | --                                               | 469      | M+R+R M+R+R+R M+R+R+R+R+R+R+M |              |
| 斯普拉格-汤普森      | 1908-1936 | 1908-1983 | --                                               |          |                               |              |
| MA 51                | 1951-1953 | 1952-1994 | --                                               | 120      | M+R+M                         |              |
| MP 55                | 1954-1957 | 1956-1999 | --                                               | 68       | M+R+R+M                       |              |
| MP 59                | 1963-1968 | 1963-2024 | --                                               | 607      | M+M+R+M                       |              |
| 使用中 / 建造中 車輛 |           |           |                                                  |          |                               |              |
| MP 73                | 1974-1976 | 1974-     | (6)                                              | 250      | M+M+R+R+M M+M+R+M             |              |
| MP 89 CC             | 1997-2002 | 1997-     | (6)                                              | 312      | R+M+M+M+M+R                   |              |
| MP 89 CA             | 1997-2002 | 1998-     | (4)                                              | 126      | R+M+M+M+M+R                   | 全自動列车   |
| MP 05                | 2008-2010 | 2011-     | (1) · (4)                                        | 402      | R+M+M+M+M+R                   | 全自动列车   |
| MP 14 CA             | 2015-     | 2020-     | (14)                                             | 412      | R+M+M+M+M+R R+M+M+R+M+M+M+R   | 全自动列车   |
| MP 14 CC             | 2018-     | 2023-     | (11)                                             | 155      | R+M+M+M+R                     |              |
| MF 67                | 1967-1978 | 1967-     | (3) · (10) · (12)                                | 1483     | M+M+R+R+M M+R+M+R+M R+M+M+M+R |              |
| MF 67                | 1967-1978 | 1967-     | M+R+M                                            | 1483     |                               |              |
| MF 77                | 1978-1986 | 1978-     | (7) · (8) · (13)                                 | 985      | M+R+M+R+M                     |              |
| MF 88                | 1992-1994 | 1993-     | (7bis)                                           | 27       | M+R+M                         |              |
| MF 01                | 2008-2016 | 2008-     | (2) · (5) · (9)                                  | 865      | R+M+M+M+R                     |              |
| MF 19                | 2024-     | 2025-     | (3) · (7) · (8) · (10) · (12) · (13)             | 729+     |                               | 有全自動版本 |
| MR6V / MR3V          | 2023-     | 2025-     | 巴黎地铁15号线 · 巴黎地铁16号线 · 巴黎地铁17号线 | 798      | M+R+M+M+R+M M+R+M             |              |
| MRV                  | 2024-     | 2026-     | 巴黎地铁18号线                                   | 111      | M+R+M                         |              |

### 早期木制列车
巴黎地铁开通之初，全部使用长度较短（不足9米）的木制列車（100型），由列车制造公司德考维尔公司制造，型號為M1。这种列车的车厢之间通过两个车轴连接，最初只能以3或4節編組的列車運行，1901年的新系列則允許以兩個動力車推拉的8節編組運行。M1列車牵引车厢配备單個或两个125馬力的马达，最多可以2動6拖的形式，以8节车厢營運。但在1903年的巴黎地铁火灾后，该车型由于车内电路可靠性不佳而被逐漸淘汰，1931年之後完全退出營運。

### 斯普拉格-汤普森列车

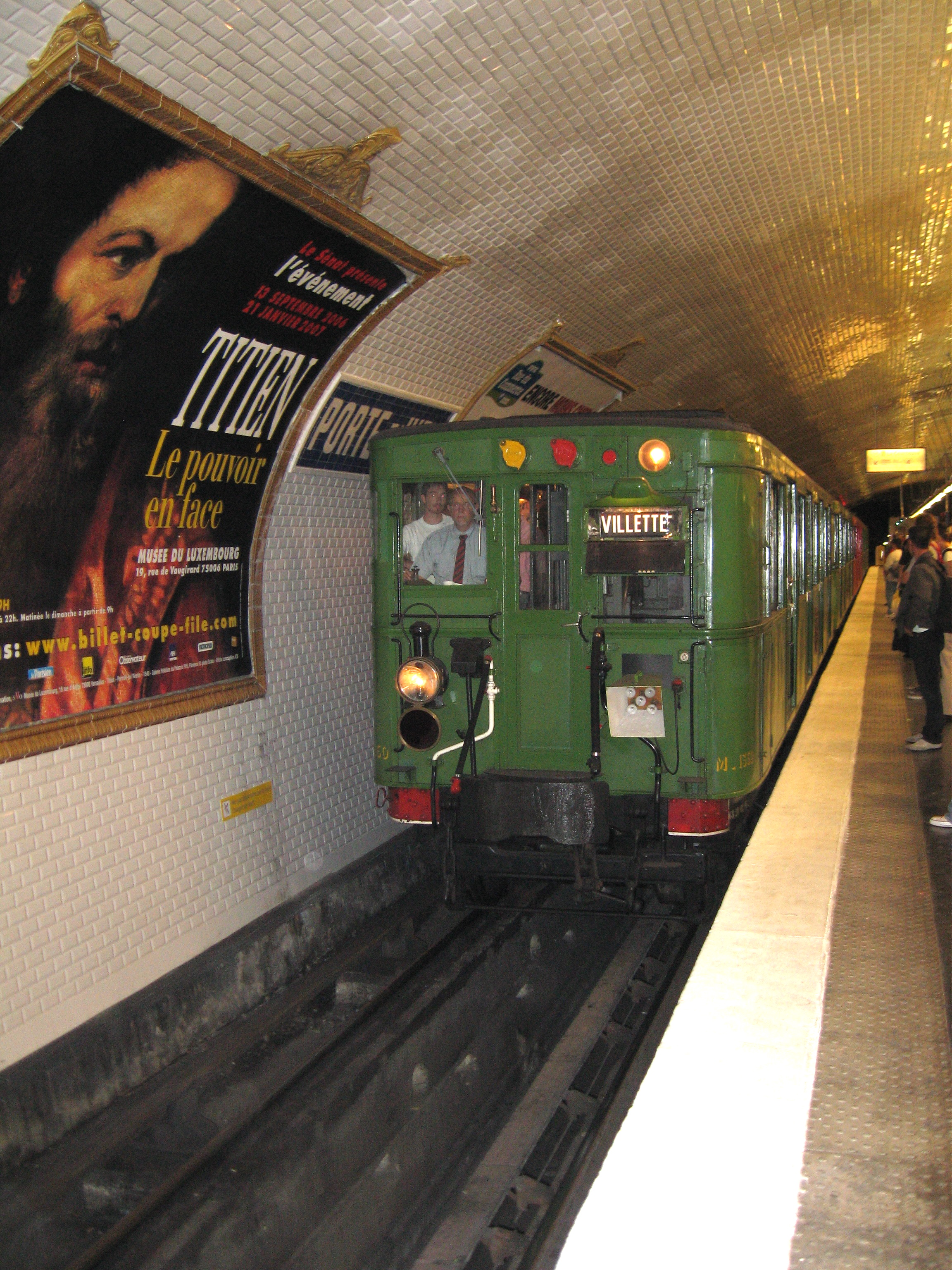
斯普拉格列车车厢

从1908年起，巴黎地铁开始从木制列车换成金属的斯普拉格-汤普森列车，这种列车有多个型号：500、600、800和1000。它在很长一段时间内成为巴黎地铁的象征，并见证了整整三代巴黎人。斯普拉格列车的车厢长度增加为13.6米，电力设备被安装在车厢底部，驾驶室被缩减至最小，每个牵引车厢由4个马达推动，每个马达可达到175马力。另外，一等车厢的外观被漆成红色（南北公司线路的一等车厢为黄色），而二等车厢则是绿色或灰色。
1983年4月16日，最后一辆斯普拉格列车在9号线退役，场面热烈而隆重。

### 铰接车

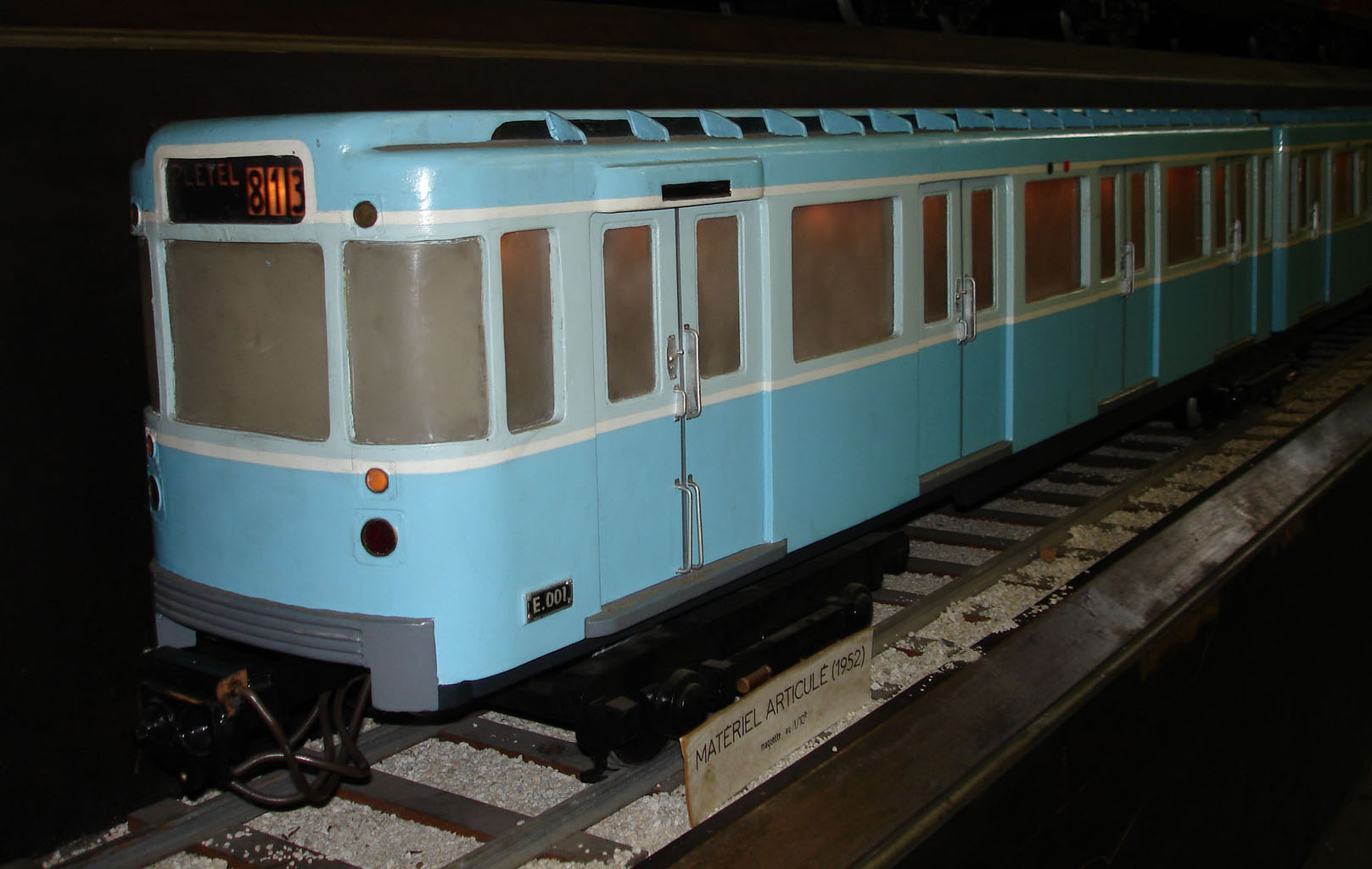
MA 51列车模型

二战结束后，根据此前开工的线路延伸段和由此带来的客流增长，RATP决定使用铰接车，即两组列车铰接在一起。相对于斯普拉格列车，铰接车的重联和拆解更为灵活，可根据交通流量适时调整。铰接车MA 51于1952至1953年投入13号线使用，因为13号线当时有两个分支，在非高峰时段列车班次均不足，使用单组的MA 51列车可以增加频率，又不至于空置部分车厢。
到了1972年，13号线向南延伸，并要和当时的14号线（现为13号线南段）进行连通，于是停止使用MA 51，並随着MF 67投入營運，MA 51转给10号线使用，因为当时年代更久远的斯普拉格列车尚在該線运行，所以当局并没有立即让MA 51退役。经过降噪处理和重新上色（接近于MP 73）的MA 51，在10号线运行至1994年退役。

### 胶轮列车

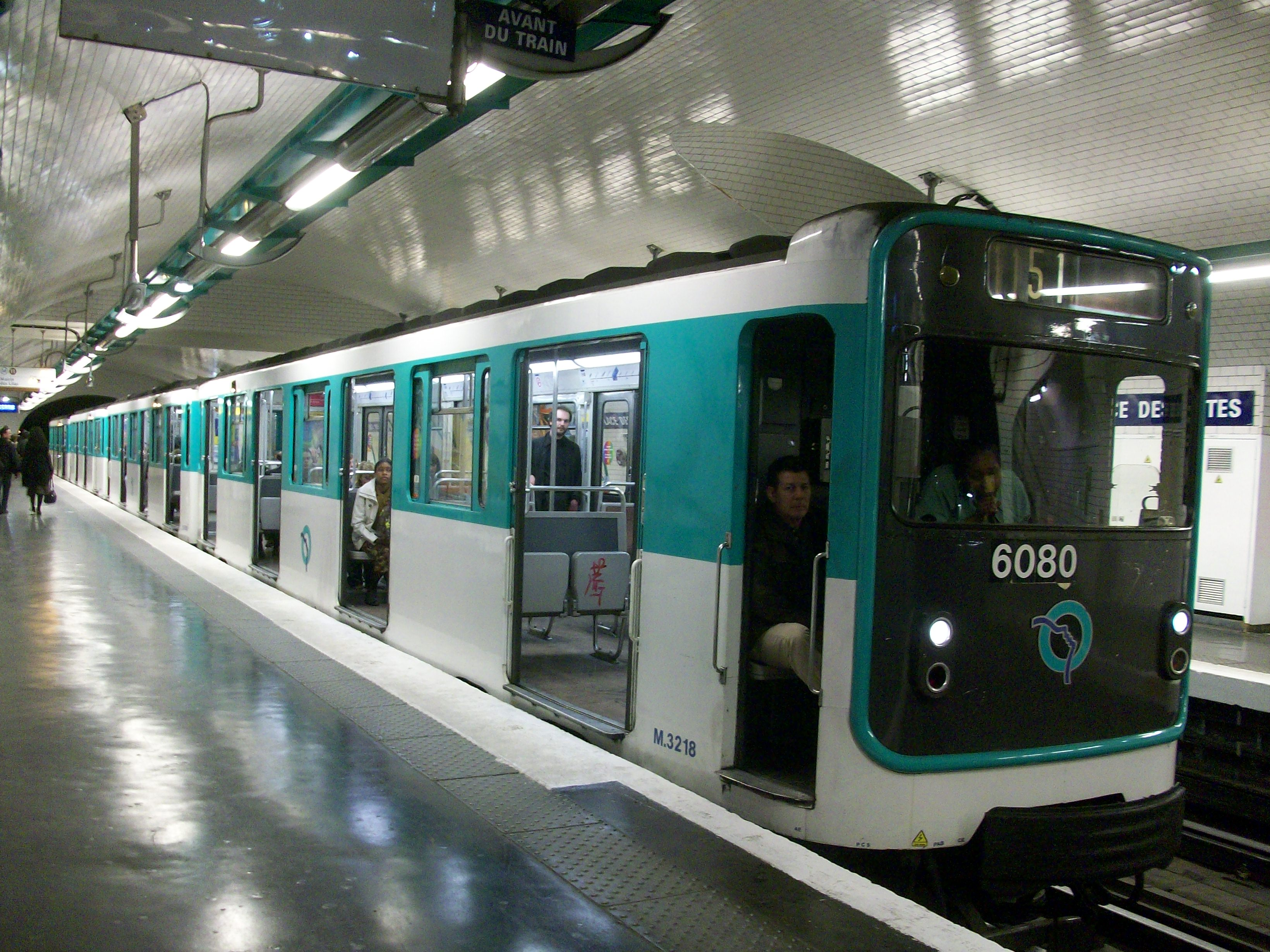
MP 59列车
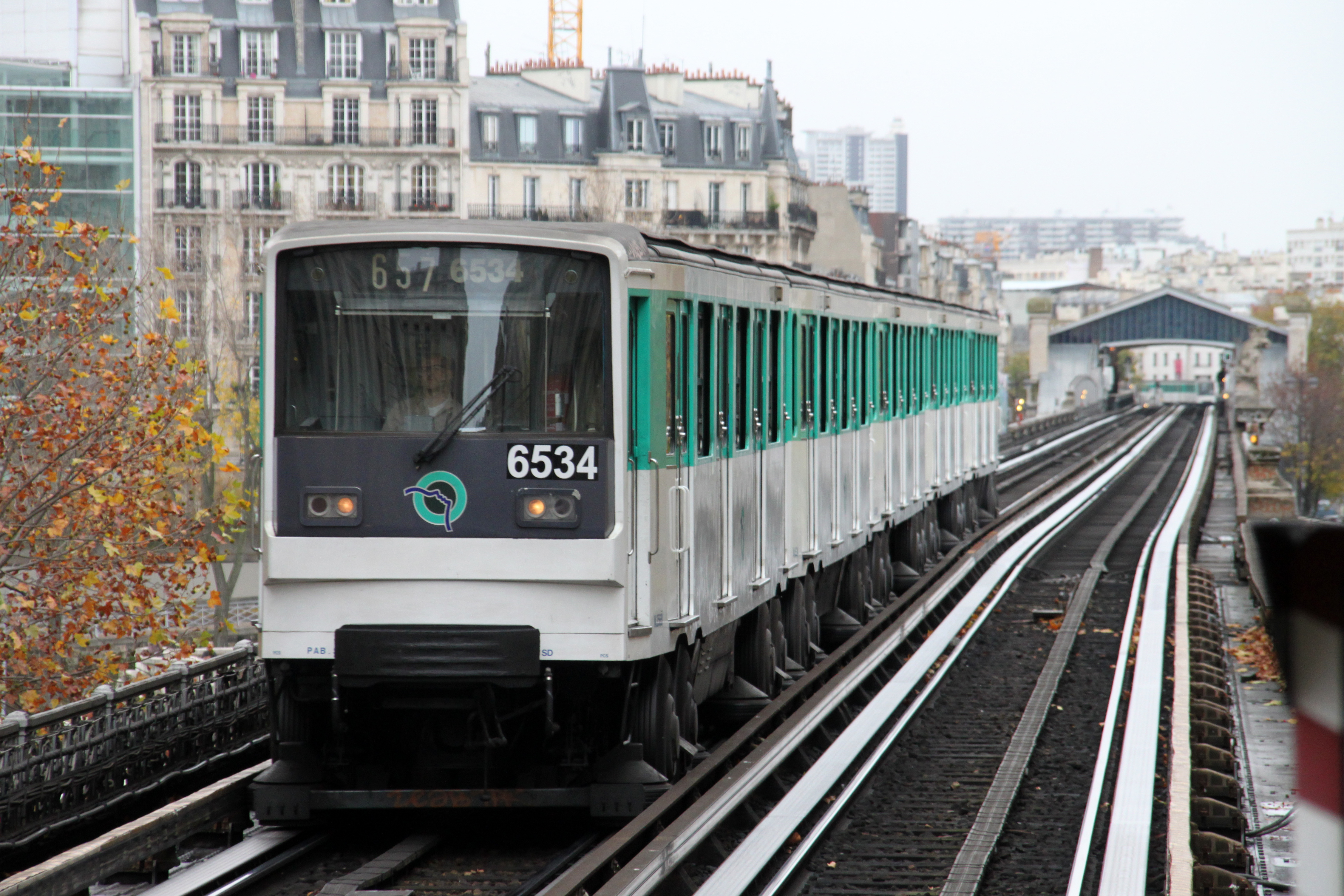
MP 73列车
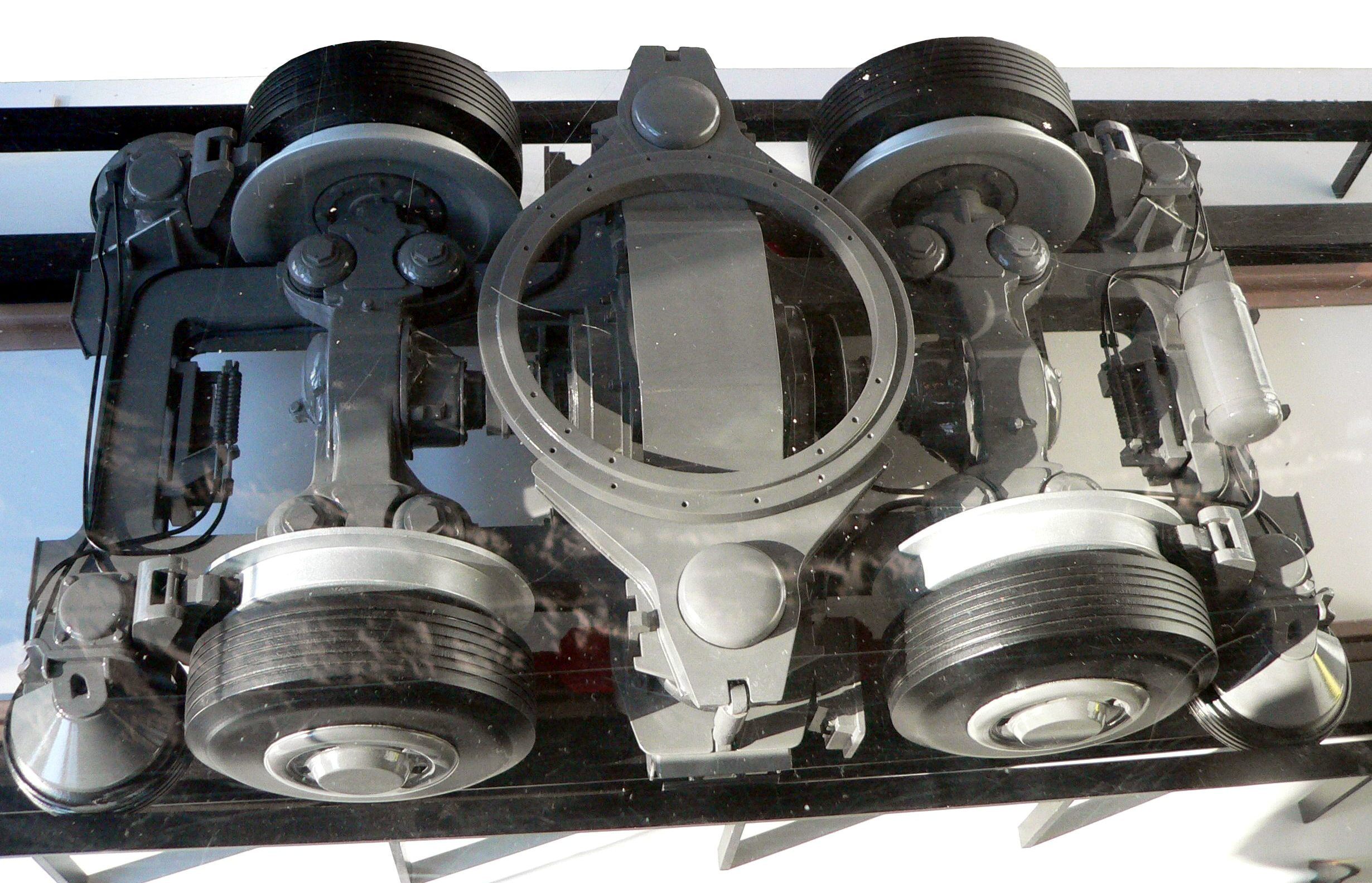
胶轮列车的转向架

战后，随着客流量的增长，巴黎地铁迫切需要改进列车的加速和刹车性能来提高运行效率，于是，RATP选择把几条线路改装成胶轮路轨系统来进行优化。巴黎地铁胶轮列车的车轴上同时安装了胶轮（靠外）和钢轮（靠内）两种轮胎，相对应的，地铁路轨也安装了胶轮路轨（靠外）并保留原有的钢轮路轨，正常运行时只有胶轮与胶轮路轨发生接触，钢轮悬空，如果发生爆胎，则钢轮与钢轮路轨接触，可以保持一段前行距离。转向架的四个角上都安装了水平放置的小轮胎来进行导向。
使用胶轮系统可以更方便的进行加速和减速，从而缩短通勤时间，提高运行效率；另外，线路采用胶轮系统可以有效降低行驶噪音，对于需要爬坡或建在露天的线路是一大利好。不过，胶轮路轨系统也有缺点：轮胎摩擦生热要额外消耗能量，加装轮胎及维护轮胎的成本较高。因此，这套系统并没有被推广到其他线路。
1952至1956年间，RATP通过短暂测试MP 51列車之后，认为效果很好，于是先在11号线加装胶轮系统（列车型号为MP 55，后于1999年退役）以观察其实际可行性，因为该线行驶坡度大，又有连续的转弯，故而成为优先的加装对象。随后，客流量最大的1号线和4号线分别于1963年和1967年配备胶轮系统，列车型号为MP 59。6号线由于大量路段位于架空位置，为了解决噪音扰民问题，1974年该线路亦配备了胶轮系统，型号为MP 73。随着时间的推移。 
最老旧的MP 59于11号线运行至2024年6月13日，由新的MP 14列车取代；MP 73还在6号线使用，但因為時間的關係六號線的MP73也漸漸被MP89取代而1号线和4号线都已经先后替换为新型号的列车。

### 钢轮列车 MF 67

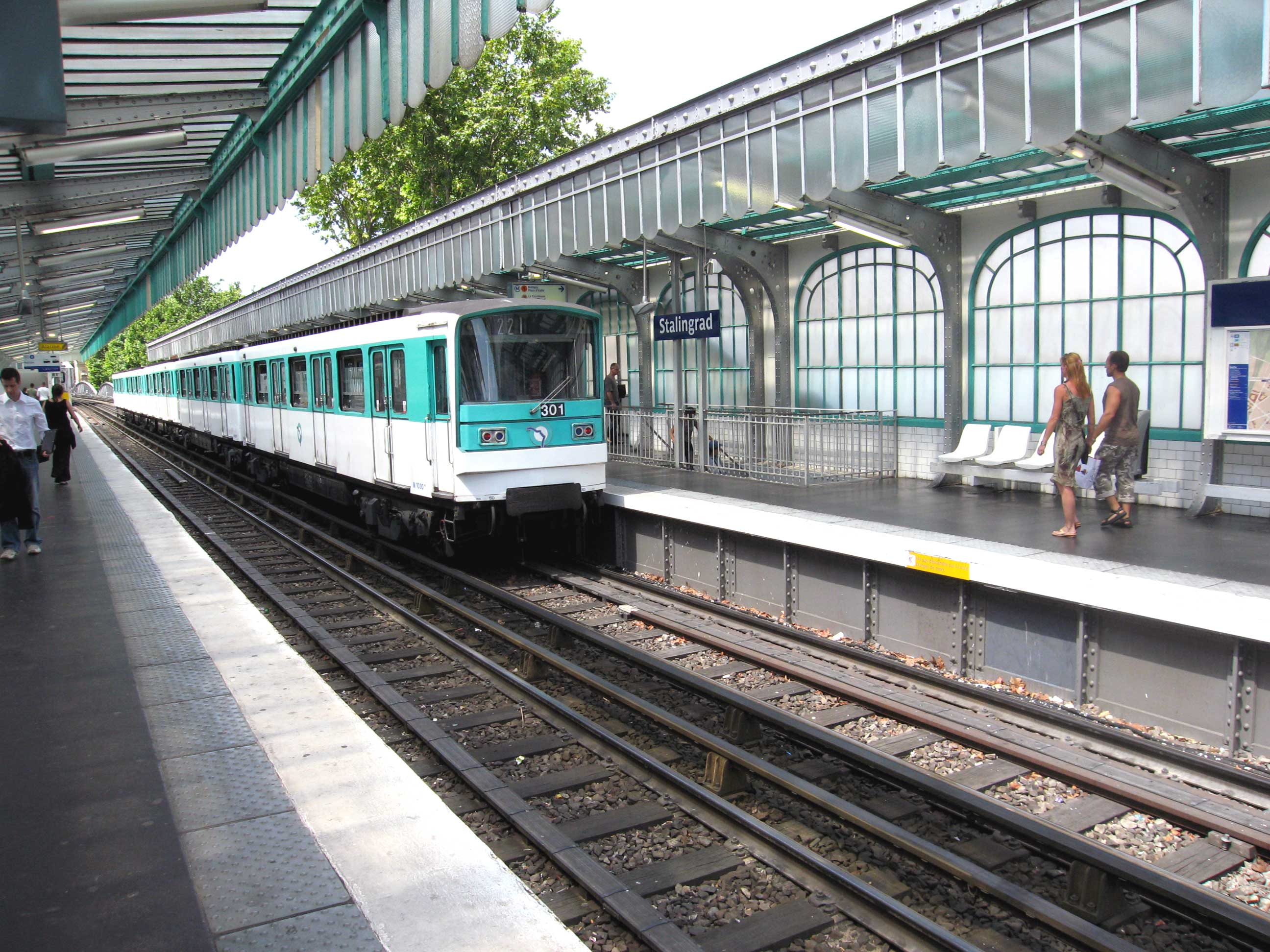
MF 67列车

在胶轮路轨系统应用有限的情况下，新一代的钢轮列车被开发出来。这种列车的牵引车厢配备了双引擎转向架（个别子序列仅有单引擎），并且在车轴马达上配备了橡胶轮箍，使其性能得以赶上胶轮列车。
从1967年，第一代钢轮列车MF 67投入3号线使用，此后陆续投入到其他未配置胶轮路轨的线路。起初，MF 67的一等车厢被漆成黄色，二等车厢则为浅绿色，不过在1980年代，车厢颜色被统一为蓝白相间，到1990年代末又被重新上色，为绿白相间。
MF 67具有多个子型号，其中MF 67A型的所有车厢都是牵引车厢，后续的其它子型号，比如MF 67B型或C型，出于经济性考虑，采用“3牵引 + 2拖卡”的组合方式。这种组合方式也仅仅是把最早出厂的牵引车厢和后来出厂的拖卡进行重新编组，重新编组的列车在3、10和12号线可以见到，从一辆列车各车厢灯光的差异就可以判定是否经过重新编组。

### 钢轮列车 MF 77

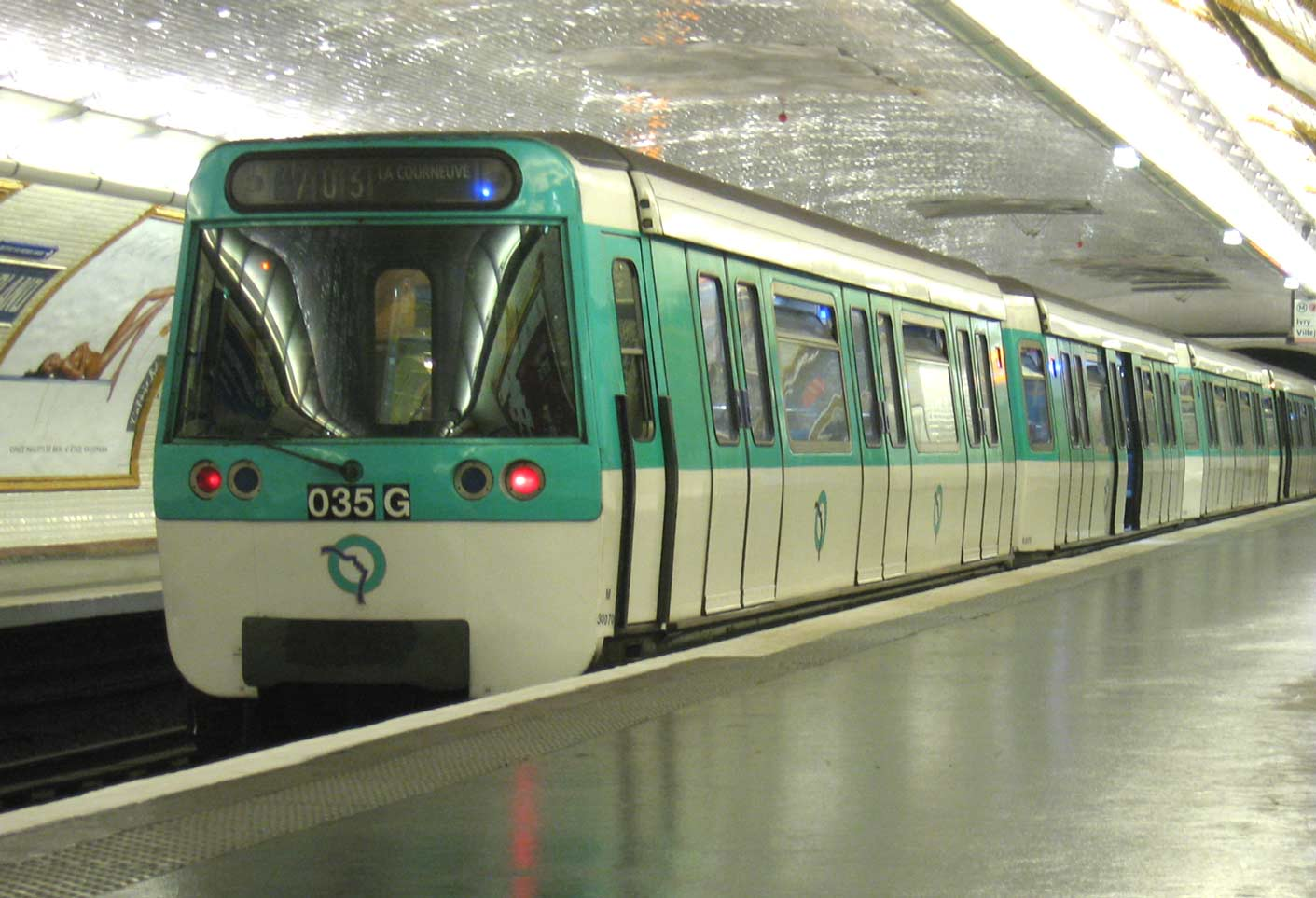
MF 77列车

MF 77列車主要设计给郊区路段长度较长，车站间距大，需要提高车速的地铁线路，比如7、8和13号线。经过公众调查，当局在车型的人体工程学上做了细心的设计，车厢呈明显的折线型以容纳更多乘客。
MF 77自1978年起投入使用。当时车身呈白色，不过到了1994年之后，所有的MF 77都被重新上色，呈绿白相间。一辆列车可以提供1500千瓦的功率，最高时速可达100公里，相对MF 67的80公里而言速度更快。2007年起，MF 77开始进行翻新。

### MF 88 和 MP 89

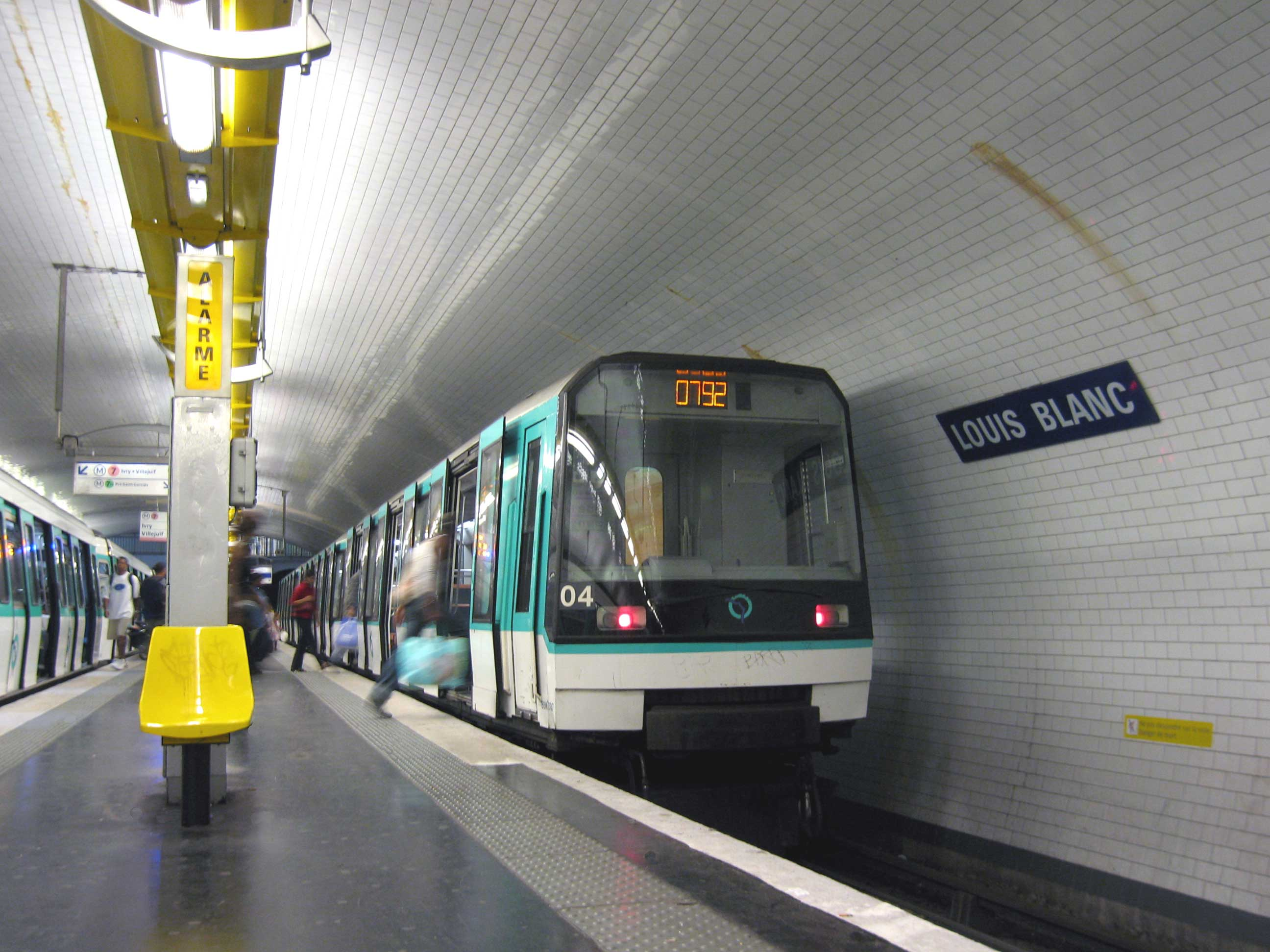
MF 88列车
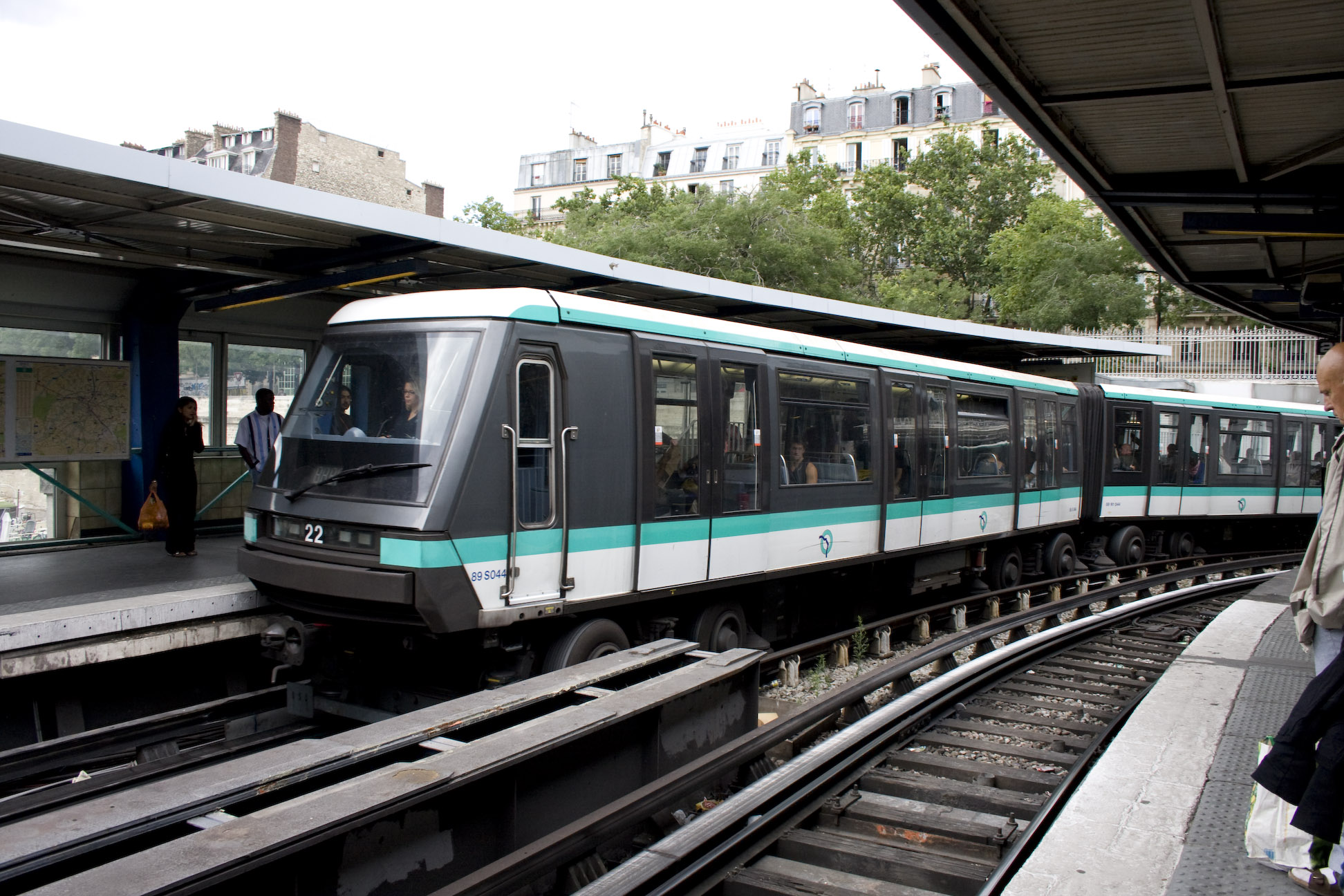
MP 89列车

1985年，RATP开始试验一种名为“BOA”的新列车技术，用于车厢之间的互通，使得各个车厢客流更加均衡，以及在转向架上加装自定向车轴，用于降低转弯时铁轨与车轮摩擦的噪音。应用BOA技术的车型名为MF 88，共计9辆，均为3节编组，自1993年起投入7号线支线使用。该车型同时还具有异步机动化和刹车能量回收功能，不过由于所使用的自定向车轴导致维护成本高，该车型未能推广。
之后，新款胶轮列车MP 89由于采用了新的转向架而获得成功。该车型在1997年投入1号线，採司機員駕駛，又稱MP 89 CC；另一批在1998年投入无人驾驶的14号线，又稱MP 89 CA。MP 89和MF 88一样，使用互通的铝制车厢，从这点上来说，MP 89继承了BOA技术中的车厢互通部分。另外，从MP 89开始，列车的开门为全自动，而以前的列车（包括MF 88）都需要乘客通过扳手或按钮手动开门。MP 89采用6节编组，一辆MP 89的功率可达2000千瓦。
由於14號線計畫將全面替換為MP 14 CA列車，原本在14號線使用的自動列車MP89 CA於2022年轉移至4號線，與4號線增購的MP 14一同營運，均採用6節編組。而原本4號線的MP 89 CC型手動駕駛列車則轉移至6號線，並配合6號線站台，縮減為5節編組，取代6號線的MP 73型列車。

### MF 01 和 MP 05

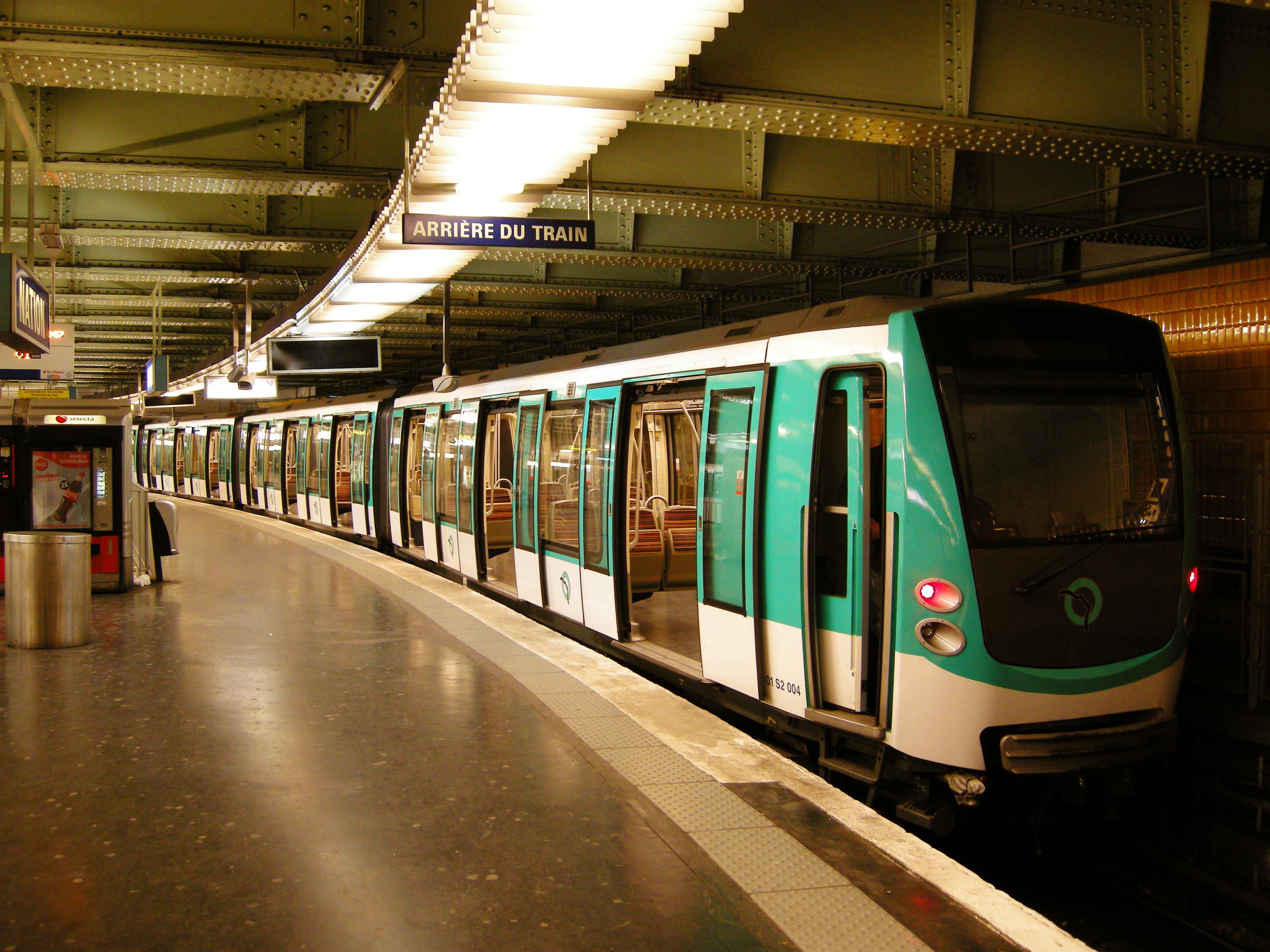
MF 01列车
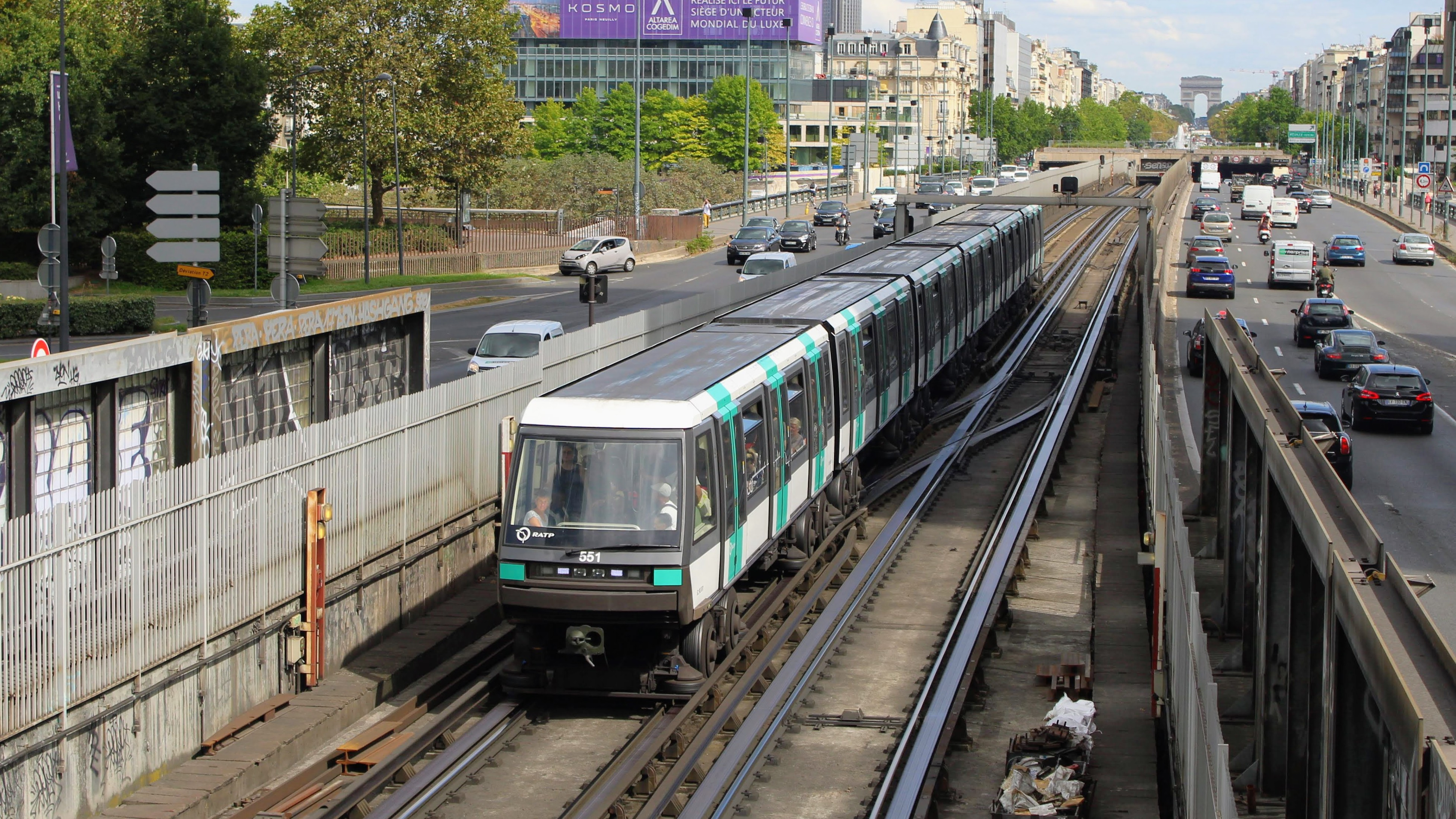
MP 05列车

当下最新的钢轮列车MF 01是为了取代固有的MF 67列车而投放的。除了延续车厢间互通功能之外，MF 01还配备了空調设备，使用了隔音设备。MF 01通过性能改善和刹车能量回收使其更为环保。MF 01限制时速70公里，也优化了引擎尺寸。第一辆MF 01自2008年投入2号线使用。目前已在2号线，5号线以及9号线上运营。
在2000年代初期，14號線完全自動化的成功基礎上，RATP計劃實現一些現有地鐵線路的自動化。RATP的首個目標為1號線，RATP選擇引入新車輛，藉此將1號線的MP 89轉移至4號線，取代老舊的MP 59。第一辆MP 05自2011年投入1号线使用，之後為了增加14號線的服務，增購列車并在2014年投入14號線。由於14號線計畫將全面替換為MP 14 CA列車，原本在14號線使用的自動列車MP 05於2022年轉移至4號線，與4號線增購的MP 14一同營運，均採用6節編組。

### MP 14

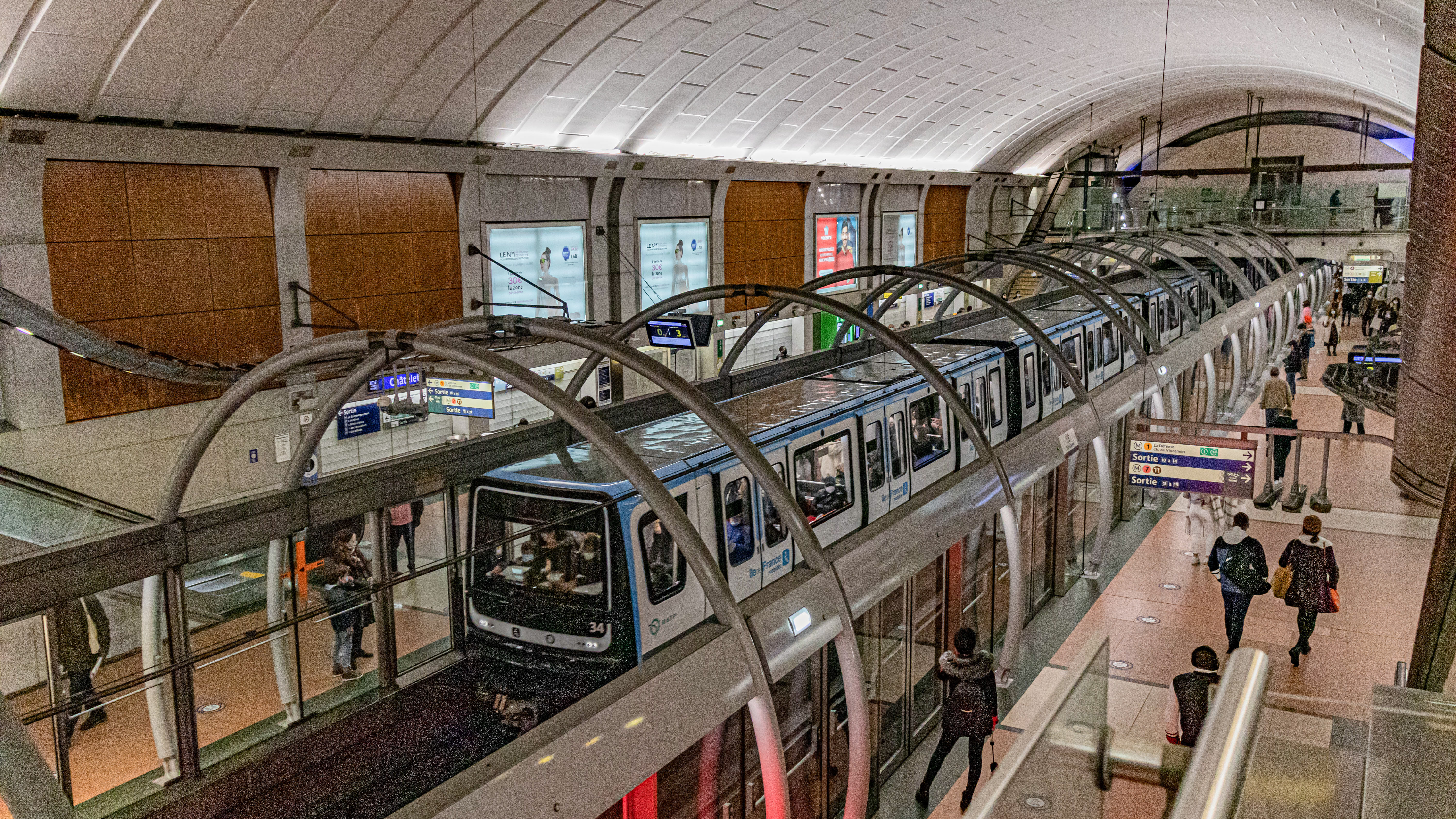
14号线MP 14 CA列车
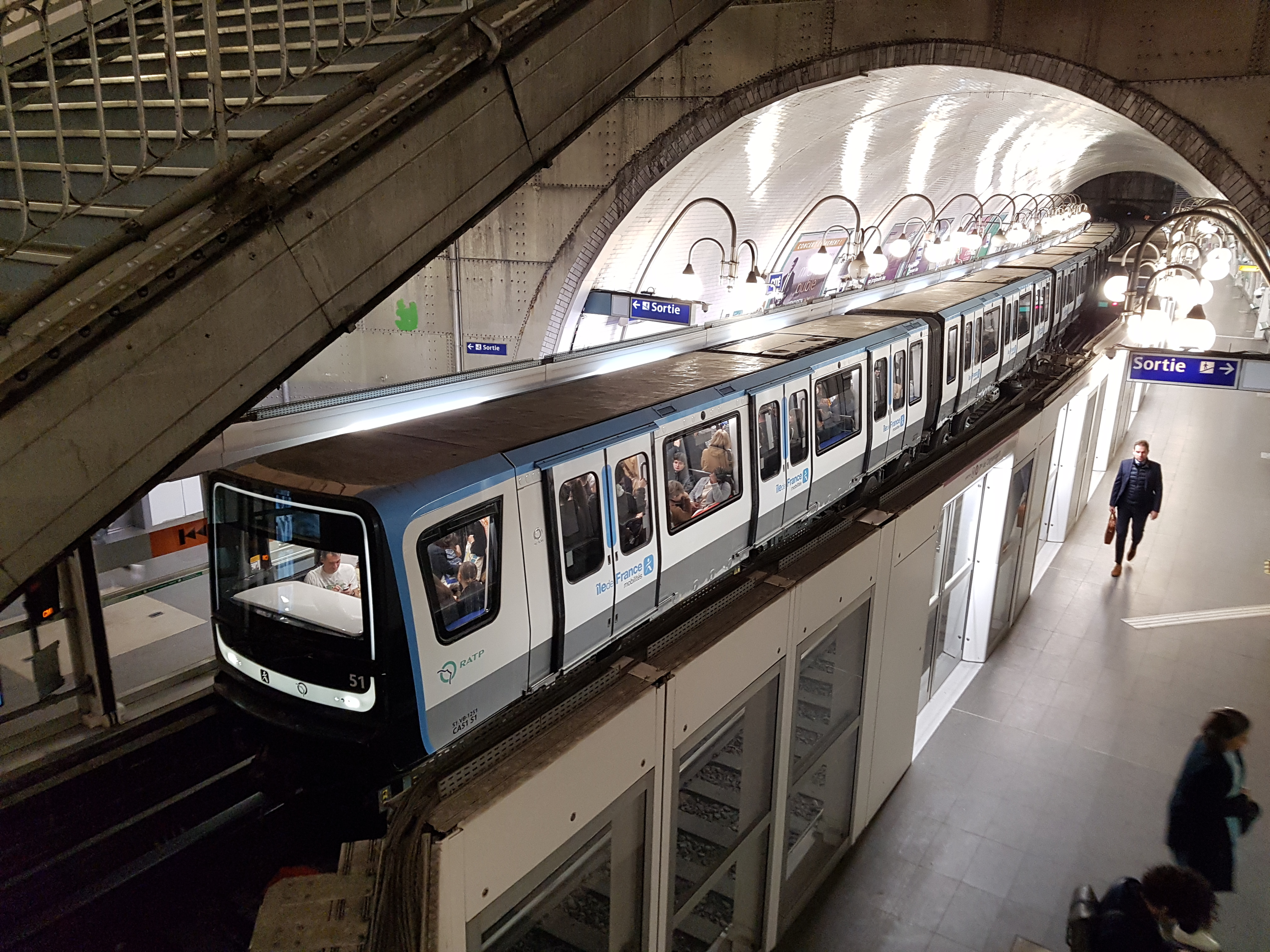
4号线MP 14 CA列车
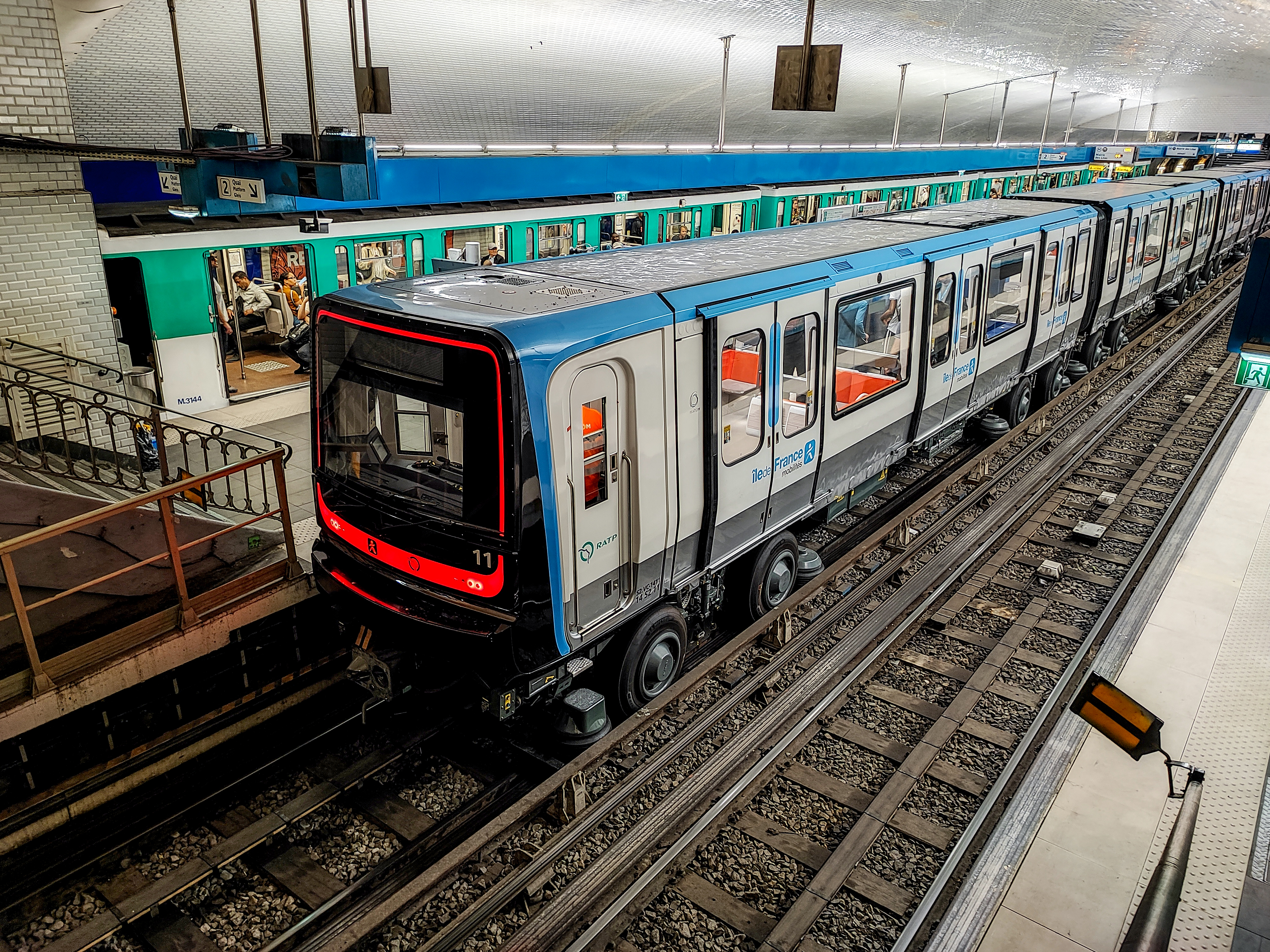
11号线MP 14 CC列车

在2011年時，MP系列的膠輪路軌列車平均壽命已達32年，RATP於是決定增購新的膠輪軌道列車投入4、11和14號線，MP 14同样分為自動駕駛的CA與手動駕駛的CC兩個子系列。MP 14 CA為自動駕駛，投入4號與14號線；MP 14 CC為手動駕駛，投入11號線。
首批MP 14將投入14號線，以8節編組運行，每列載客量超過1000人，以增加14號線的量能33%，並轉移13號線的客流。2015年訂購第一批35列列車，2018年第一批列車交付，2019年開始在14號線測試，2020年10月12日，8節編組的MP 14 CA列車正式投入14號線營運，為法國首次在地鐵路線中使用120米長的列車。
另外4號線为了进行自动化2016年采购6编组MP 14 CA，已于2022年9月投入载客运营；11號線没有自动化计划，因此于2017年訂購20列5编组手動駕駛的MP 14 CC列車，2021年再增訂19列列車以应对路线延长，MP 14 CC于2023年6月开始交付，并在2024年6月完全取代11號線的旧MP 59列车。

## 地铁安全

### 信号系统

#### 概述

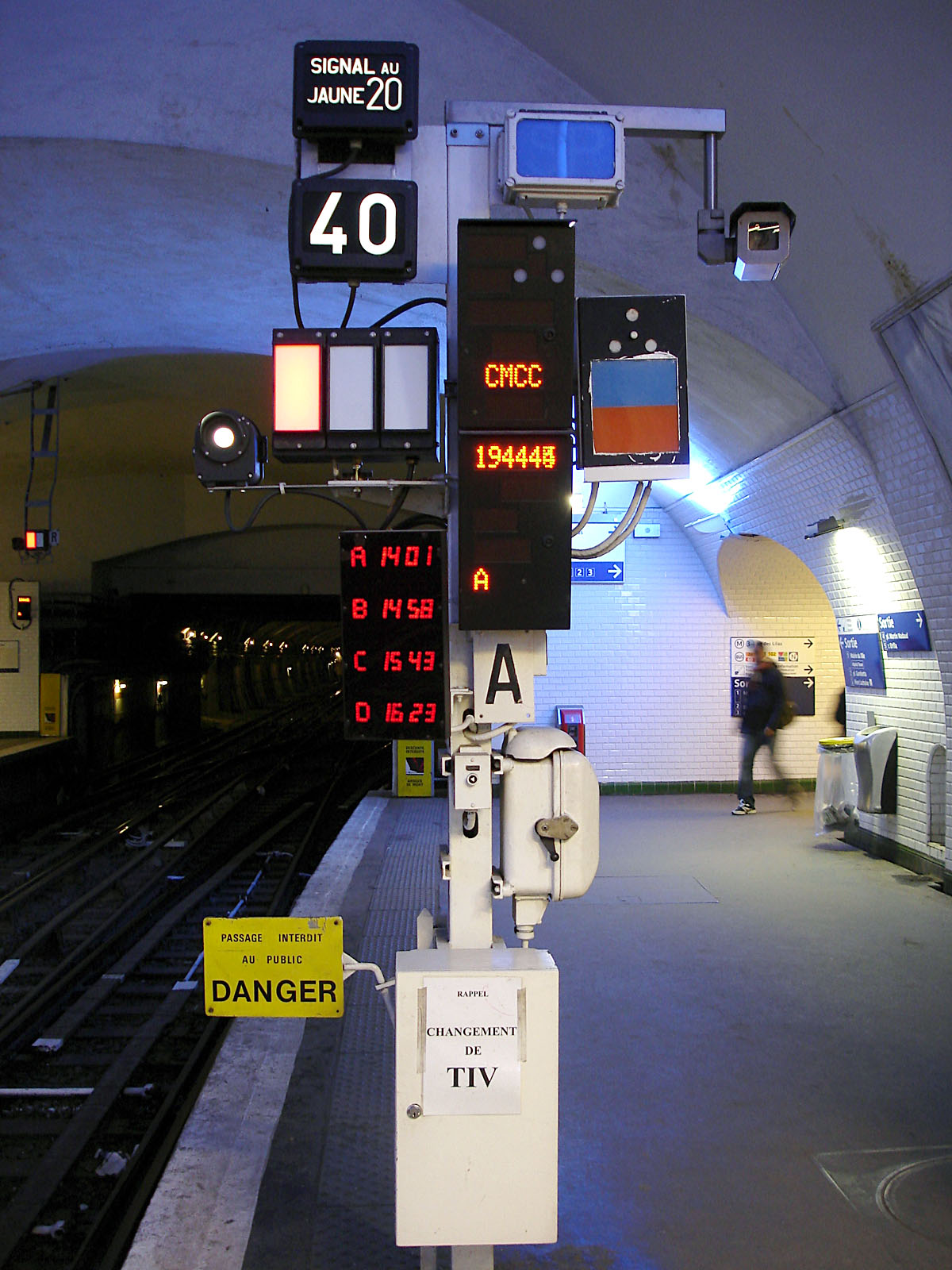
巴黎地铁3号线的信号灯

除自動化路線之外，每一条地铁线都分段被信号灯控制，红灯亮起时列车不能前行。正常情况下，两班列车之间至少有两个红灯信号，即两班列车之间至少有一个闭塞区间；不过，为了提高运行效率，黄灯E信号时，同时前面列车已离站数十米（并未到达下一站）的情况下，跟随列车可以进站，但黄灯旁的限速指示灯会提醒司机限速进站。
自1970年代起，所有的地铁车辆均可自动步进（除了客流量最低的3条线）。轨道上安装的电缆将信号传递给列车边上的计算器，计算器则据此决定列车加速或刹车。列车靠站时，中央计算器会根据其它车辆的所在方位和运行情况，自动传输列车启动信号给司机。司机接到信号后，启动列车，既可以采用自动步进模式，也可以采用手动步进模式，如果线路上出现事故或故障，那么只能采用手动模式。在2000年8月30日巴黎地铁事故发生之后，新制定的章程规定每个司机都必须在当日各自的驾驶任务中，至少执行一次全程全手动步进驾驶，而且一般都在午后的低峰期执行，以增强司机的手动驾驶能力。
2000年代RATP計畫引入新的信號系統「颶風」的設置，將列車理論間距由105秒壓縮至90秒，飓风系统被优先安装在13号线上，該線的信號工程由阿爾斯通負責，2002年便開始相關作業，但直到2017年才完成。隨後是安装在配备新车MF 01的5、9號線上，另外还将以简化模式安装在配备已翻新的MF 67的3号线，和以后将翻新MF 67的10号线和12号线上，這些路線的信號系統由西门子與安薩爾多STS施作，目前已完成3、5、9號線的信號更新。6、10、12線則在規劃中。

#### 自動化路线
由于14号线为完全自动化，全线仅由紫色信号灯控制，并且仅在人工驾驶情况下有效，灯亮表示禁止通行。其他线路的信号方式在此线路上很少使用（仅在故障时）。1、4号线自动化以后亦把信号系统變更为与14号线类似的系统。

### 重大事故
自1900年开通以来，巴黎地铁发生过几次重大事故，其中最早的可以追溯到1903年8月10日皇冠站的地铁车厢短路起火事故，这起事故造成84人窒息而死。比较近的则有2005年8月30日12號線列車出軌導致24人輕傷、2005年8月6日辛普朗站的列车起火事故，19人轻微中毒、以及2007年7月29日荣军院和瓦雷恩站之间的列车起火事故，35人中毒，其中15人送医救治。

### 自杀和墜轨
发生在巴黎地铁上的卧轨自杀和墜轨身亡事件被RATP含蓄的称为“乘客的严重事故”，常造成地铁交通中断和干扰路网正常运作，还经常使其他乘客感到不快。巴黎市政府称，巴黎地铁事故每两起中就有一起跟卧轨或堕轨有关，而地铁路网平均每星期就有两起自杀事件发生。自杀和堕轨事件的发生促使RATP优先考虑在地铁车站安装月台闸门来防止乘客跳下轨道或意外跌下轨道。
另外，根据RATP的数据统计，2008年巴黎地铁共发生195起自杀和自杀未遂行为。而RATP亦在4号线的路轨中央开挖了壕沟以降低被列车碾压所带来的死亡风险。

### 治安状况
法国国家犯罪观察所于2007年得出一份数据报告，报告显示，当年巴黎地铁共接到约20000宗报案，其中约18500宗为财产侵害，包括13863宗盗窃案和4653宗抢劫案，抢劫案中又有117宗涉及性暴力。所有的盗窃案中，有68%发生在巴黎市区内，有40%的盗窃案偷的是手机。巴黎近郊地区的所有报案中，22.1%为人身侵害，在偏远郊地区，这个数据则达30%。
各条地铁线当中，4号线占了所有案件的17.5%，所有抢劫案的13.3%，所有盗窃案的12.6%；1号线占了所有盗窃案的11.8%；5号线占了所有抢劫案的10.3%；13号线占了所有暴力威胁案的10.7%。三分之一的案件发生在17时至21时之间，而侵害案则多发生于21时至次日6时之间（占所有抢劫案的19.2%和所有纯人身侵害案的19.1%）。
OND对6500个受害者进行取样，发现其中有53.6%是男性，而且抢劫案58.9%和暴力威胁案的73.4%的受害者也是男性。46.4%的受害者为30岁以下的年轻人，其中7.1%的年轻人为未成年人，受害者的平均年龄为31岁。

## 地铁维护

### 路网维护与保养

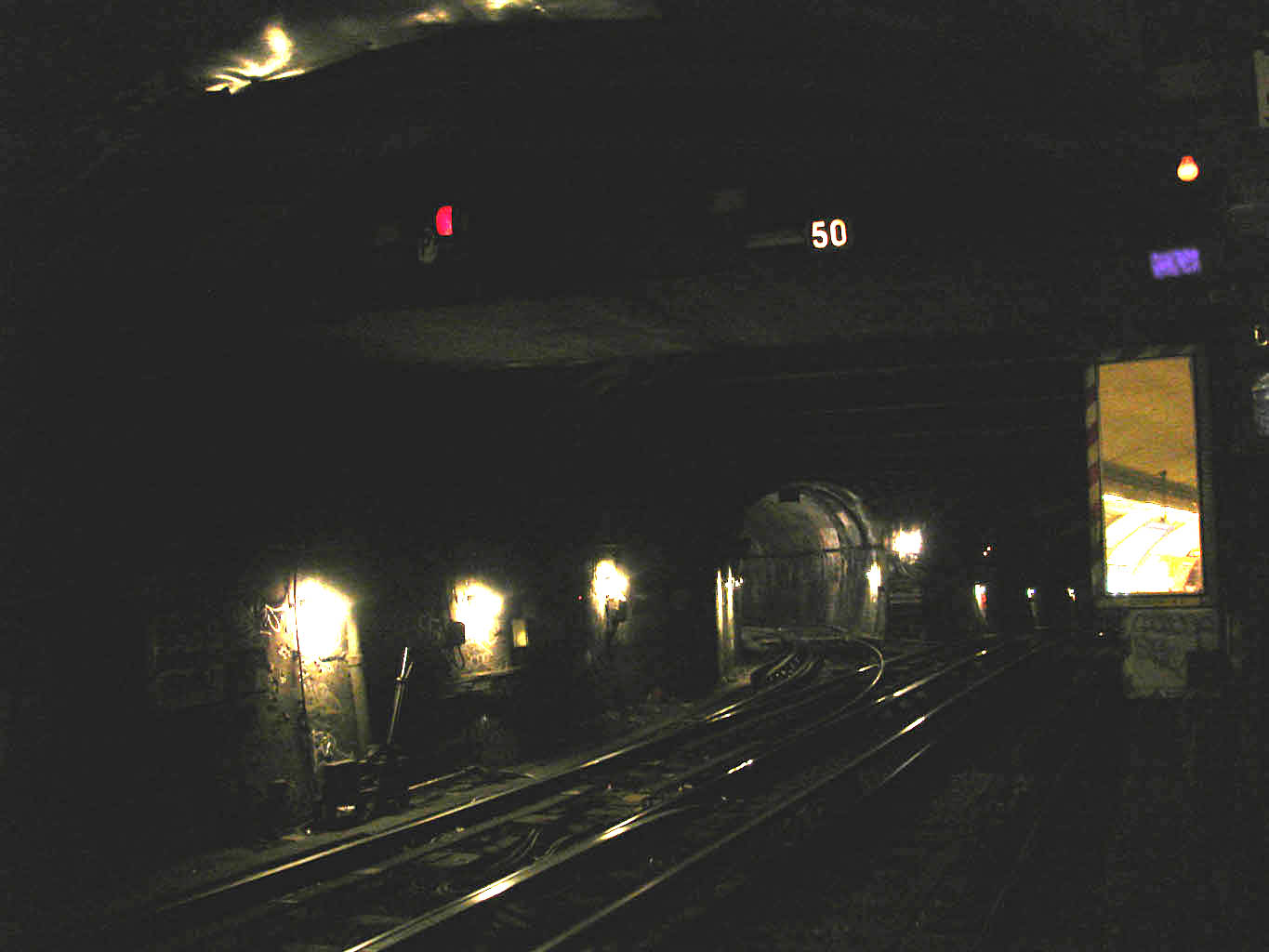
地铁隧道

巴黎地铁路网的维护只在夜间列车服务停止时进行。日常维护包括打磨铁轨以进行校正，更换损坏的铁轨部件，用除尘列车清洗轨道；规模较大的维护工作则包括更换铁轨，翻新车站，修缮隧道。夜间路网维护时，会有特殊的施工车从维耶特车厂出发，在地铁路网里来往，通过各条分岔线从一条地铁线进入另一条地铁线，执行必要的维护任务。施工车的引擎使用改装过的斯普拉格列车引擎。
巴黎地铁路网目前还被两个特有的毛病所困扰：一是地下结构的老化，毕竟很大一部分的路网都是100年前修建的，二是地下渗水问题，因为巴黎地铁隧道经常建在含水层以下，有几台水泵不停地工作，将渗入的地下水排走。

### 防洪措施

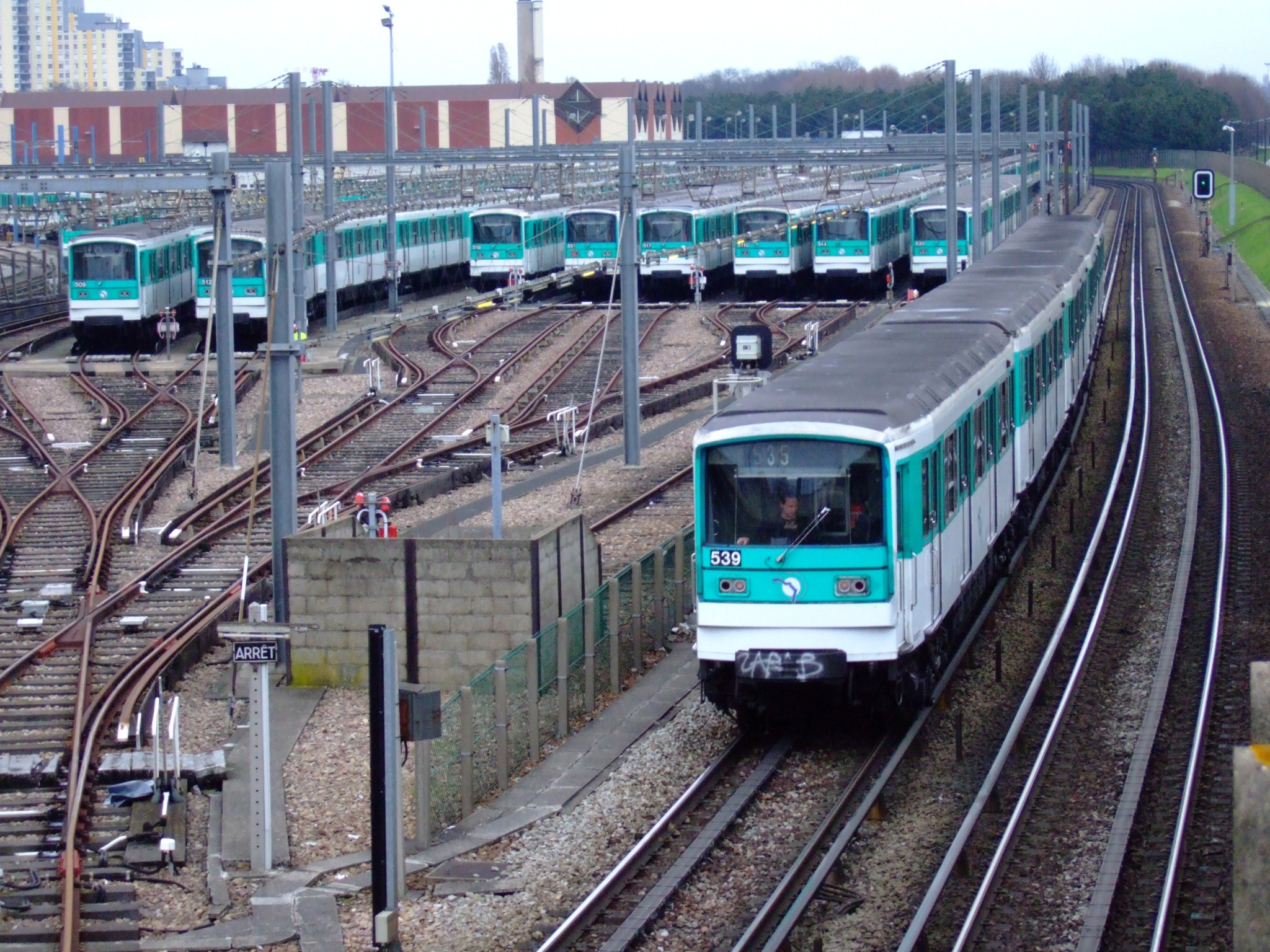
博比尼车厂

为了预防像1910年那样百年不遇的特大洪水，RATP于2001年启用了“洪水预防方案”。一旦发生洪水，将动员1200人填塞475个洪水的可能入口，包括升降机，通风口，地洞坑道等，直到保护140公里可能被淹的路段为止。奥斯特里茨桥观测到的水位高于5.6米之后，地下相关的人员和装置就会进入警备状态，如水位高于6.6米，填塞工作就将展开。此时，1号线就将关闭星形广场站至文森城堡站之间的路段，第二天 8号线也将关闭，之后其他线路也将根据预定的方案采取相应的措施。另外，RATP还和近郊瓦勒德马恩省的几家企业签订了合同，它们将在洪水时提供70000块水泥砖，20000包砂浆，9000条木板条和250台混凝土搅拌机，以进行防洪。

### 地铁车厂
每条地铁线都有数个地下车库和一个车厂，用于列车存放和维护保养。车厂通常位于线路的一端，比如丰特奈车厂在1号线东部终点站的东面，圣旺车厂在4号线北部终点站的北面，博比尼车厂在5号线的北部终点站的前一站附近，车厂和相近的地铁车站有轨道相连。地铁列车在车场内接受日常的维护，有时还要接受整体或部件翻修。每个车厂都对应一条线路的列车的保养，但不是所有的车厂都有翻修列车的任务。比如丰特奈车厂供1号线的列车进行保养，同时也提供给胶轮列车MP 59，MP 73和MP 89进行翻新；但丁香镇车厂供11号线的列车进行保养，但未有任何翻新列车的任务承担。

## 营运

### 营运时间
目前，巴黎地铁从每日清晨约5时30分开始服务，每条线路的首班车从线路的起讫站开出，至次日凌晨1时15分服务停止，以最后一班列车返回起讫站为准。2006年12月23日起，每周六晚上至周日凌晨服务增加一小时至2时15分，同年12月30日起，节日前夜晚至节日凌晨亦延长服务至2时15分，2007年12月7日起，每周五晚上至周六凌晨服务亦延长至2时15分。
在高峰期，列车平均2分钟一班，但在客流量较大的线路，比如1号线和4号线平均1分半钟一班；非高峰期4分钟一班；深夜8分钟一班。逢重大節日，如新年夜、音樂節時，1、2、4、6、9和14号线改為24小時開放通宵运营，但只停靠个别车站。

### 收费

法兰西岛公共交通收费系统基于“环区”收费，环区的布局如图

巴黎和法兰西岛的公共交通收费系统基于“环区”对乘客进行收费。“环区”以巴黎市区为中心，以同心圆的方式向外扩展，巴黎市区为1环，近郊为2环，最远达到6环，以前曾达到8环，不过，在2007年7月1日以后，7环和8环都被并入6环。巴黎地铁几乎全部座落在1环和2环之中，但也有几个车站位于3环的范围内。
乘客有多种方式付费乘坐地铁和其它轨道交通系统。

#### 单程票
购买單程票的乘客可於购票后的一個半小時內搭乘巴黎地鐵、1环和2环内的区域快铁RER及1环和2环内的公交车，对于地铁和RER，一张单程票只能用于一次通过刷票闸机进站和出站，但是在地铁和RER之间的站内转乘可有多次。持单程票的乘客不能从地铁或RER出站转乘路面电车、公交车或蒙马特缆车，反之亦然。乘客也可一次性购买一板十张单程票，一板的每一张不必像单张单程票那样必须在一个半小时之内使用，并且总价格也比分次购买单独十张单程票要便宜。
目前，一张单程票售價1.9欧元，一板十張单程票售价14.9歐元，价格于每年7月进行调整。实时票价可在官网查询。

#### 日票
日票包括“全日通”、“巴黎行”和“青年票”:
- 购买“全日通”的乘客可于一日内无限次的乘坐法兰西岛选定环区内的所有公共交通工具，但不能乘坐前往戴高乐机场和奥利机场。环区由乘客选择，分为1至2环，1至3环，1至4环，1至5环，票价依次上升。全日通仅限本人使用，使用时须在全日通票券上署名和使用日期。

- 购买“巴黎行”的乘客可于数日内无限次乘坐法兰西岛选定环区内的所有公共交通工具。环区由乘客选择，分为1至3环和1至5环；有效天数亦由乘客选择，分为1日，2日，3日和5日。巴黎行仅限本人使用，使用时须在巴黎行票券上署名和使用日期。另外，持有“巴黎行”的游客还可在游览巴黎各博物馆和古迹时享受特定的打折优惠[89]。

- “青年票”则提供给26周岁以下的乘客于节假日使用，但不能乘坐前往戴高乐机场和奥利机场，环区由乘客选择。青年票仅限本人使用，使用时须在青年票票券上署名和使用日期。

#### 通游卡
“通游卡”是RATP于2001年起开始发行的智能卡，目的是为了取代传统的橘黄卡、全年卡等，并整合其功能。2001年，交通智能卡整合了全年卡，2003年又整合了学生卡，2009至2010年又整合了橘黄卡。整合后的智能卡分为经典智能卡（整合了橘黄卡的功能）、全年智能卡（整合了全年卡的功能）和学生智能卡（整合了学生卡的功能）。

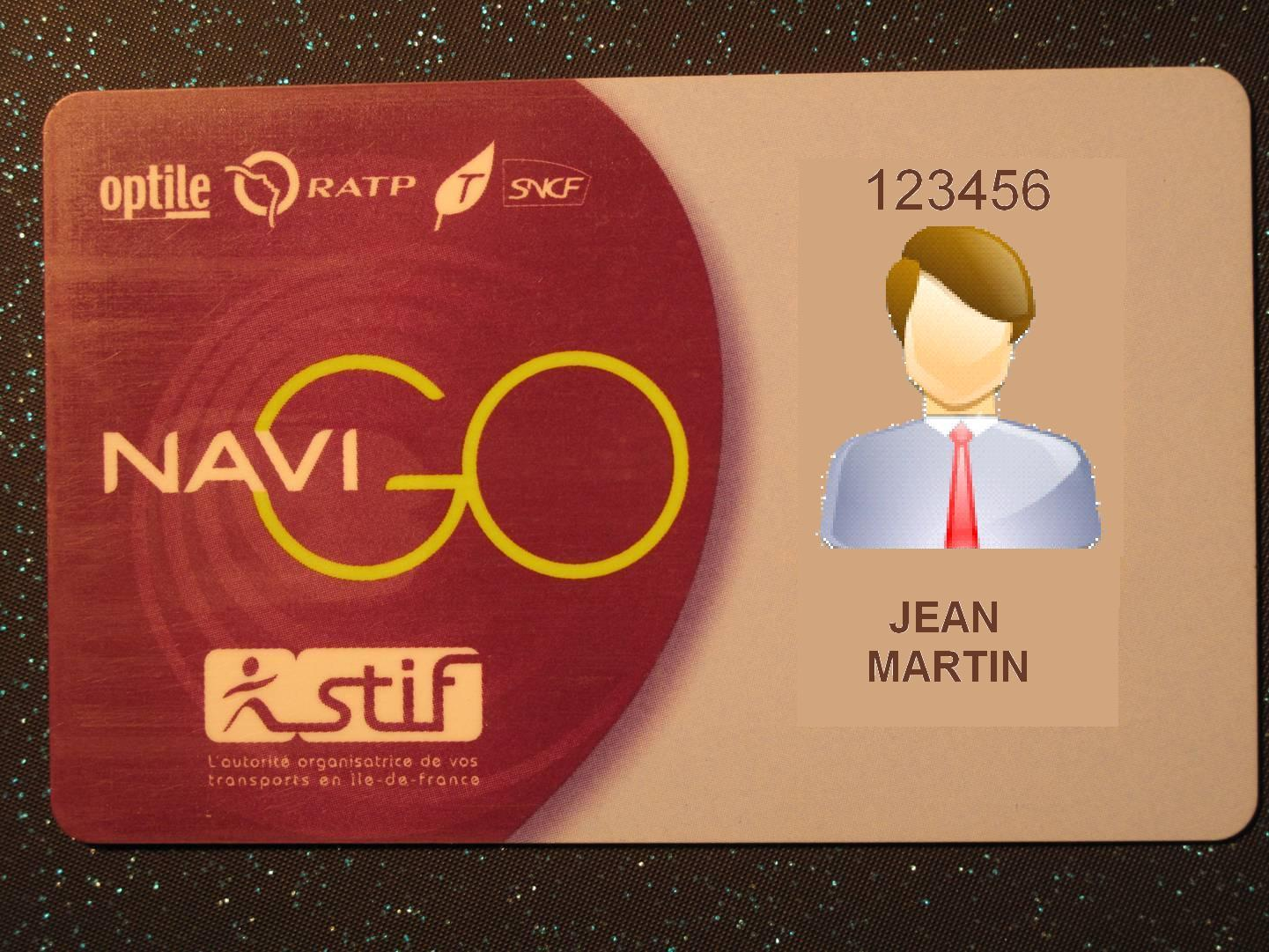
交通智能卡正面

- 分为周票和月票。周票自星期一至星期日都有效，并且在星期五开始发售下个星期的周票。月票自每个月的第一天至最后一天都有效，并且在每个月的20日开始发售下个月的月票。乘客在购买橘黄卡时须根据自己的旅程所覆盖的环区（包括出发环区，途经环区和终点环区）支付相应的费用。持有橘黄卡后，乘客可以于一周内或一月内无限次乘坐选定环区内的所有公共交通工具。自2009年2月1日起，RATP开始逐步停止对橘黄卡的支持，持有橘黄卡的用户须更换为新发行的“交通智能卡”，但橘黄卡在此期间仍可使用，直至2010年3月31日橘黄卡的支持完全停止为止[92]。

- “全年卡”为年票，适合于常年使用法兰西岛公共交通的乘客，有效期为一年，并且其年费实际上仅相当于橘黄卡月票的10倍。乘客既可以选择对全年卡一次性付款，也可以按月付，付款均为自动扣款。乘客可以申请变更全年卡的使用环区，也可以申请中止使用全年卡一个月至一年。另外，乘客还可凭此卡在某些大型消费场所享受打折优惠。当前全年卡的发行已经停止，由交通智能卡取代[93]。

- “学生卡” 提供给12至25岁的法兰西岛学生使用，有效期为一年。从星期一至星期五，持有此类卡的学生可以无限次乘坐选定环区内的所有公共交通工具，而在节假日还可以乘坐其它所有环区的所有公共交通工具，即自由穿行整个法兰西岛。另外，学生还可凭此卡在某些大型消费场所享受打折优惠[94]。

#### 其它优惠政策
乘坐巴黎地铁和法兰西岛其它公共交通工具的长者、多口之家家庭成员和一些特殊人群可以享受打折优惠。享受国家医疗援助和最低收入就业保障的人群自2007年4月以后可以免费乘坐法兰西岛的所有公共交通工具，而享受连带特殊补助金和单亲补助金的乘客在2008年11月1日之后亦能享受此免费服务。
巴黎地铁早先曾有过一等车厢和二等车厢之分。一等车厢位于一组列车的中间，列车发生碰撞时那里相对安全，并且座位上配有软垫（二等车厢在二战后也配了软垫）。1982年开始，持二等车票的乘客在当天9时之前和17时之后也可以享受一等车厢的服务，1991年以后，车厢不再有等级之分。

### 车站标示导引

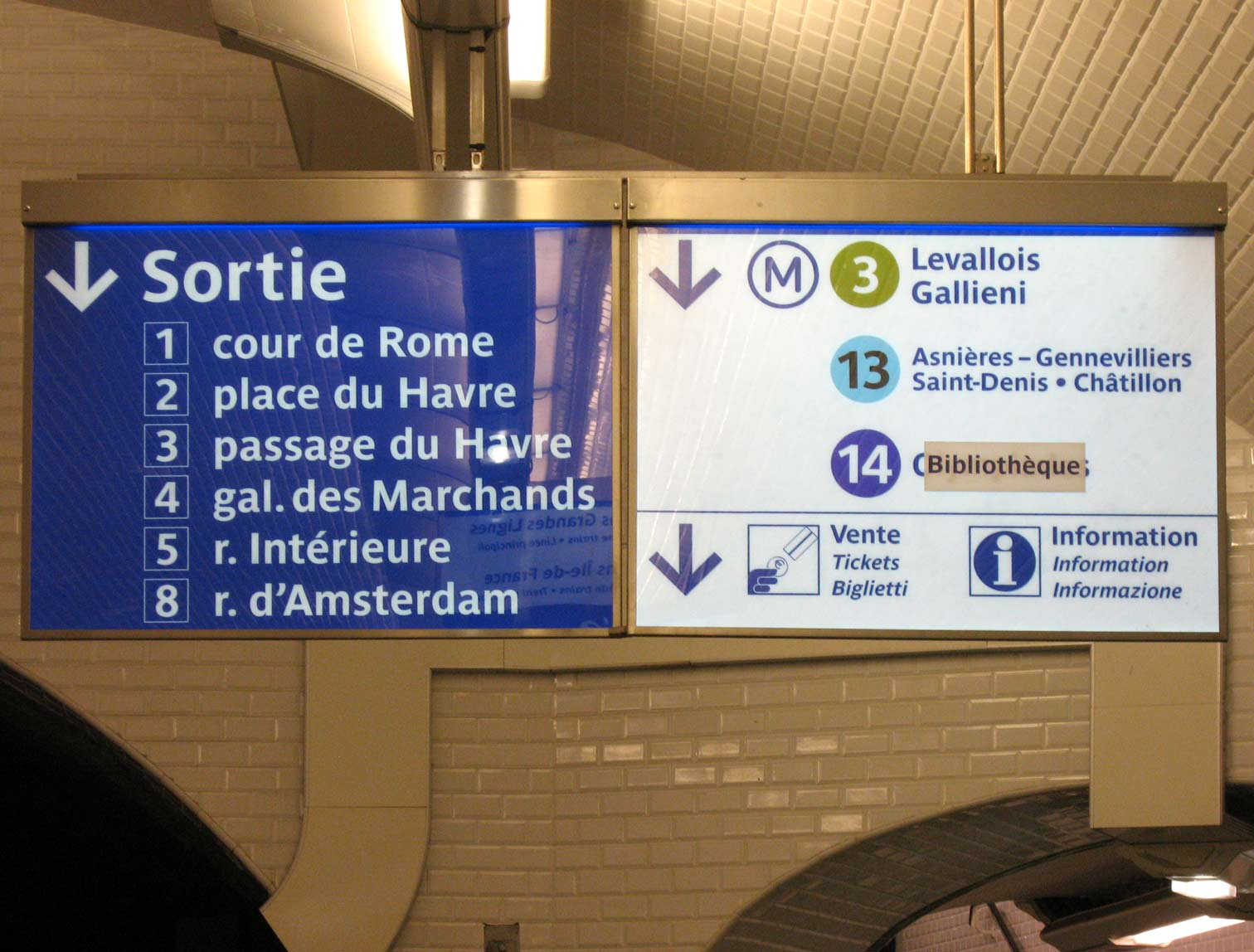
巴黎地铁站内的标示牌，左边蓝底白字标明出口，右边白底蓝字标明转乘路线、票务和咨询处。
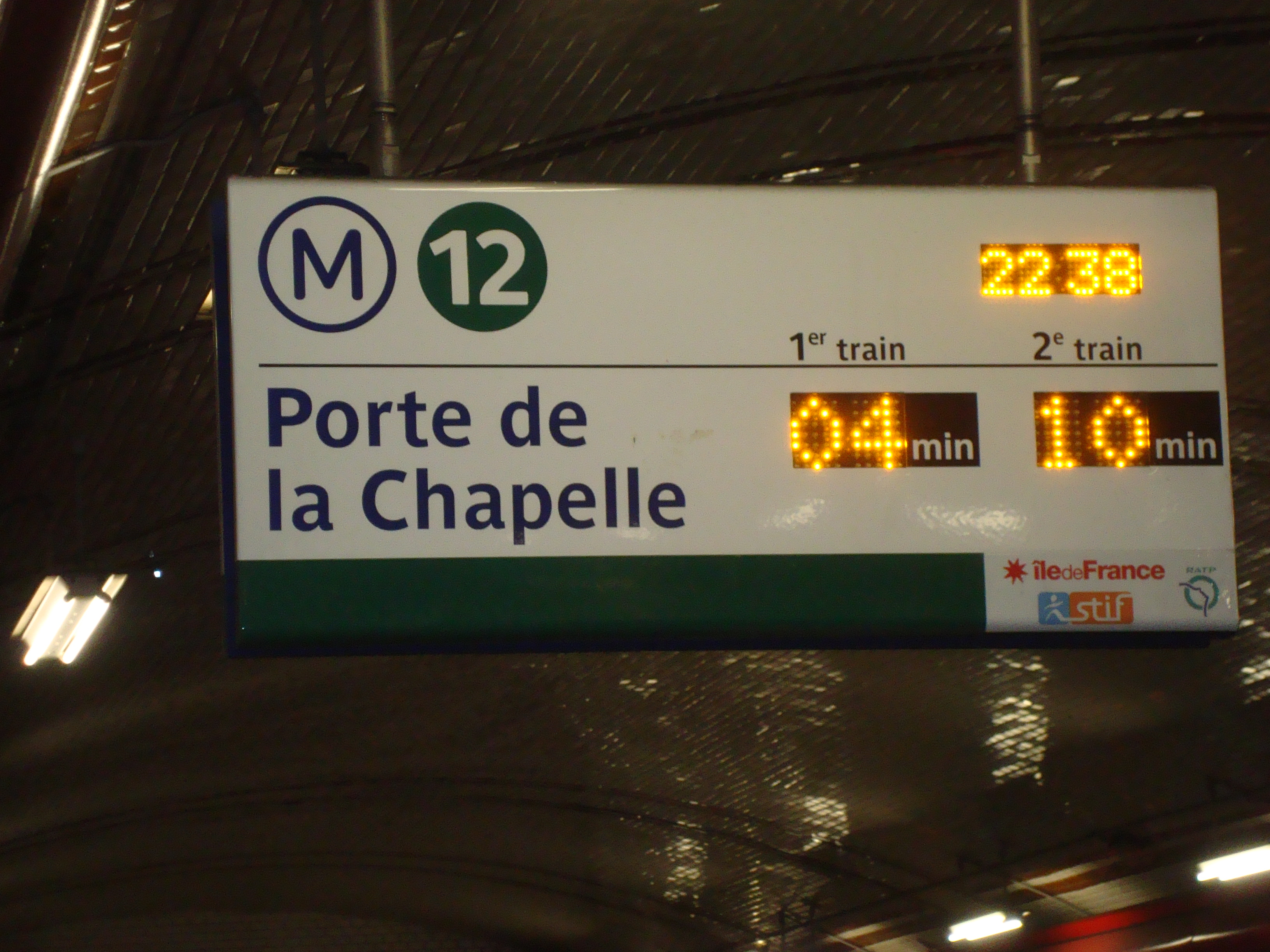
列车即时资讯显示系：12号线开往小教堂门方向，下一班列车4分钟后到达，再下一班列车10分钟后到达
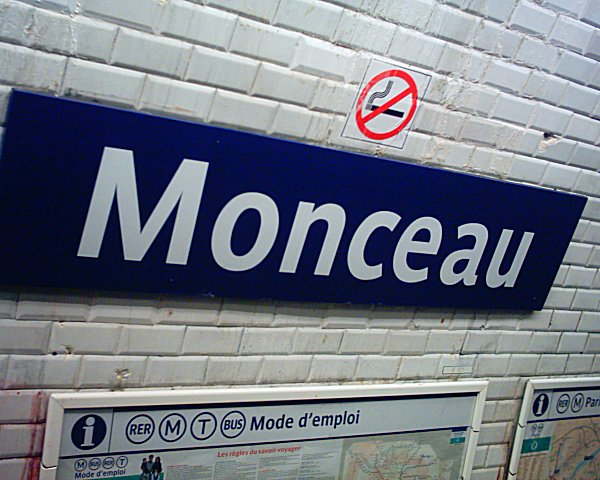
巴黎辛体，用于站名的书写

巴黎地铁车站内的地铁线路标示都由一个线路编号和其起讫站构成。进入地铁站的乘客可以循着线路标示指引，前往目的线路的各个月台。车站的名字呈一定间隔标示在月台墙上，而线路编号和行车方向（终点站的名字）则在月台中间上方悬挂的标示牌上可以找到。
月台中间悬挂的标示牌上还配备了列车即时资讯显示系统，显示下两班列车的到达所需时间，但在一条线路最远端两个车站往线路中心路段方向的月台上，该显示系统仅显示下一班车的到达所需时间，在3号线支线和7号线支线上的显示系统亦只显示下一班车的到达所需时间。目前，所有的地铁线路均已配备该系统。14号线是首条配备该系统的线路，不过该系统由CRT显示器显示。
出站的乘客可以循着蓝底白字的出站指示牌前往相应出口出站，需要转乘其它线路的乘客亦可以循着白底蓝字的转乘指示牌前往其它月台进行转乘。另外，RATP从1996年开始，在新的地图和标示牌上使用一种新字体——“巴黎辛体”（parisine），这种新字体专门用于巴黎地铁的各种标示的书写。
7号线和13号线具有分叉，该班列车具体开往哪一个分叉，列车车身上会有显示框显示。 8号线不具有分叉，但和上面两条线路一样使用MF 77列车，其车身上显示东部终点站和东部路段的一个中途站。部分型号的列车提供语音报站功能，包括MF 01、MP 89，13号线已翻新的MF 77，以及3号线已翻新的MF 67。

## 使用状况

### 巴黎地铁重要性
法兰西岛大区每日的通勤族达到了2500万，其中有乘坐巴黎地铁的就有450万，占18%，略高于乘坐公交车的人数（约占16%）和乘坐RER、远郊铁路的人数（总共约占15%）。至於200万居住于巴黎市区的居民而言，由于路面交通堵塞，地铁就成了他们出行的首选，在巴黎市区内每日的通勤族当中，乘坐地铁和RER的比例高达50%，这个比例远远高于乘坐私人交通工具（26%）和公交车（17%）。

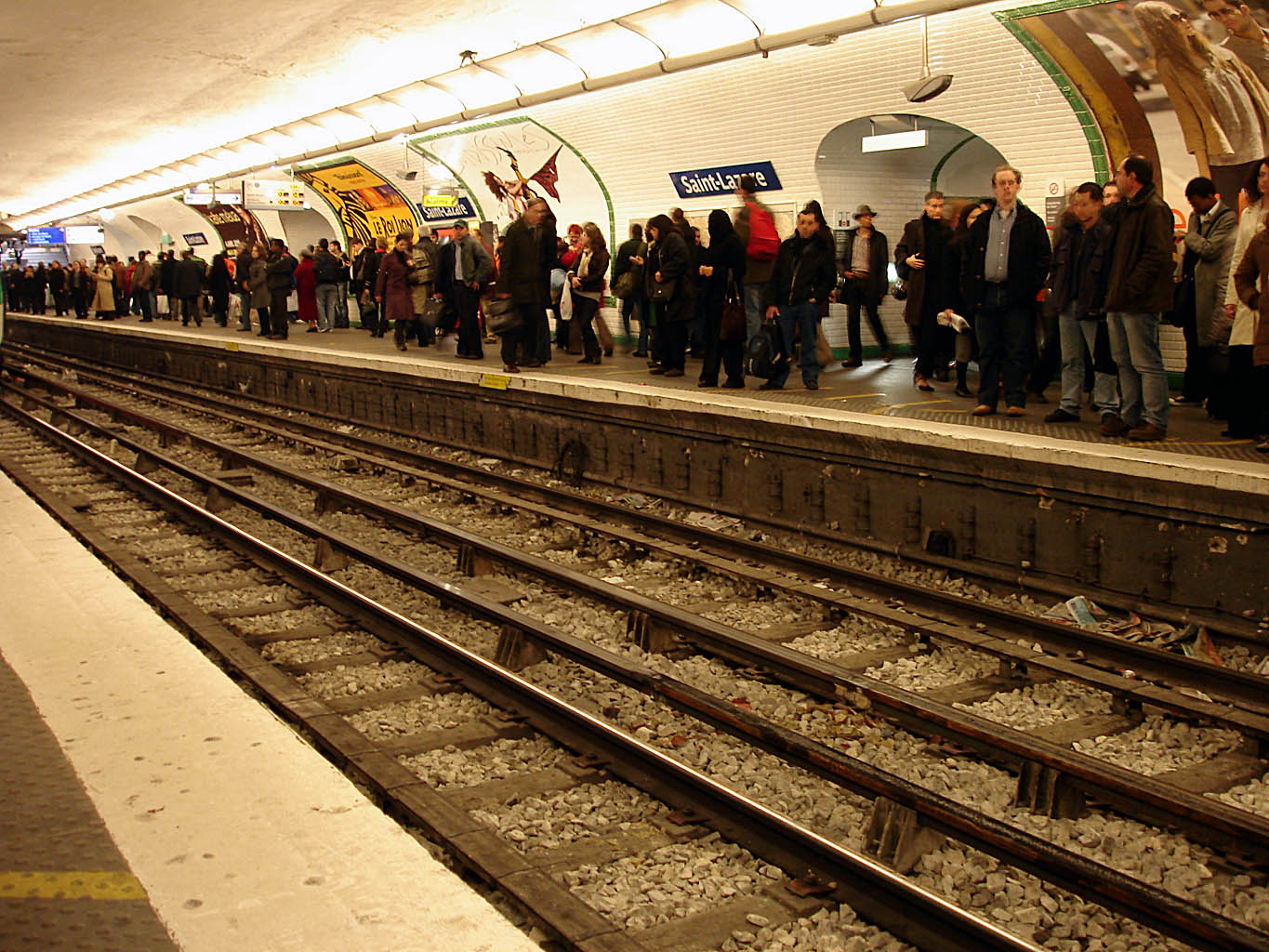
傍晚高峰期于13号线月台候车的人群

### 客流量变化
巴黎地铁的客流量在曾在1995至2005十年内增长了30%：1995年的客流量为10.3亿，2005年的客流量为13.7亿。另外，在这十年间，周末的客流量亦增加了50%。目前巴黎地鐵年運量約在15億人次左右。
早班高峰客流集中在8时30分至9时这一时段，而晚班高峰则一直延续到20时30分。为此，RATP于2006年开始增加发车频率，不过目前仍然常有列车在周末或深夜塞满了乘客。
随着客流量的增长，负载量最重的几条线路（1、4和13号线）在早班高峰时段常常爆满。而在夏天由于车内并未安装空调，加上使用胶轮列车的线路轮胎摩擦额外生热，车内舒适度越发糟糕。目前有空調列車有MF 01、MP 05和MP 14型列車，營運路線有1、2、4、5、9、14號線。

### 罢工影响

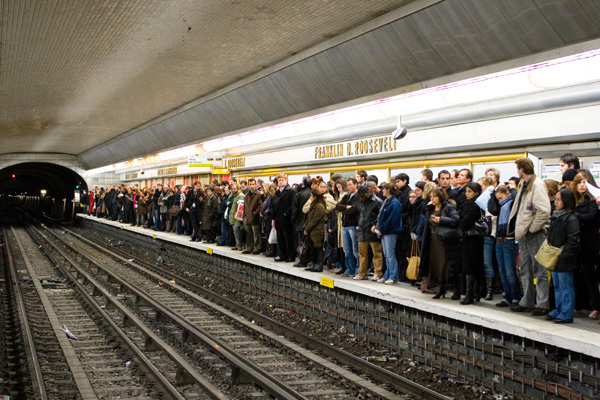
2007年11月法国大罢工时的巴黎地铁

由于巴黎地铁对于当地通勤族的重要性，罢工将给他们的出行带来严重影响。1995年的法国大罢工一度让滑轮成为交通工具，并且在接下来的10年内成为交通主力军之一。实际上，全国性的大罢工因为有国家预警机制而影响力有限，而由攻击检票员和司机引起的自发罢工和局部罢工反而会严重干扰人们的日常出行。

### 地铁污染状况
法国Canal+电视台四处散发的一份文件在2007年6月引发了一场争论，争论的焦点就是巴黎地铁已经遭到颗粒物的严重污染。实际上，Canal+的记者事先已经弄到了RATP的一份关于巴黎地铁污染严重的机密文件，文件中说，地铁日常维护中有一项就是打磨轨道来修复转弯和煞车对路轨的磨损，而这就是地铁的污染源。这份文件的散发和引起的质疑最终迫使RATP在当年6月22日的记者招待会上公开了这一内幕。

### 公众意见
一项由法兰西岛运输联合会执行的公众调查显示，巴黎地铁在2004年的公众满意率达到了87%，在当地所有公共交通系统当中位居榜首。RATP仍然试图用各种不同方法来改善地铁服务质素，比如尽可能快地修复列车的磨损，移除车身涂鸦等。另外，巴黎地铁存在逃票现象。2013年的逃票率为5%，低于1991年的7%，但高於2005年的4%，也高於他國系統，例如羅馬僅1%，但相較於巴黎其他公共交通工具，情況較佳。

## 未来计划
如今，巴黎地铁路网的扩展放缓了脚步。公众资金的短缺限制了相关的项目投资，固有线路的速度低，载客容量不足使得巴黎地铁无力再向郊外作更多的延伸。路面电车由于兴建成本低，载客容量亦可以满足人口不太稠密的市镇，而成为近年来的轨道交通首选。时下巴黎地铁急需一条环形线，连接各条从市中心通往郊外的辐向线。另外，RATP仍致力于巴黎地铁的列车、路線翻新與自動化，增大重负荷线路的流量，和对路网进行一些小幅延伸，有的延伸已经计划了超过50年。

### 自动化和信號更新

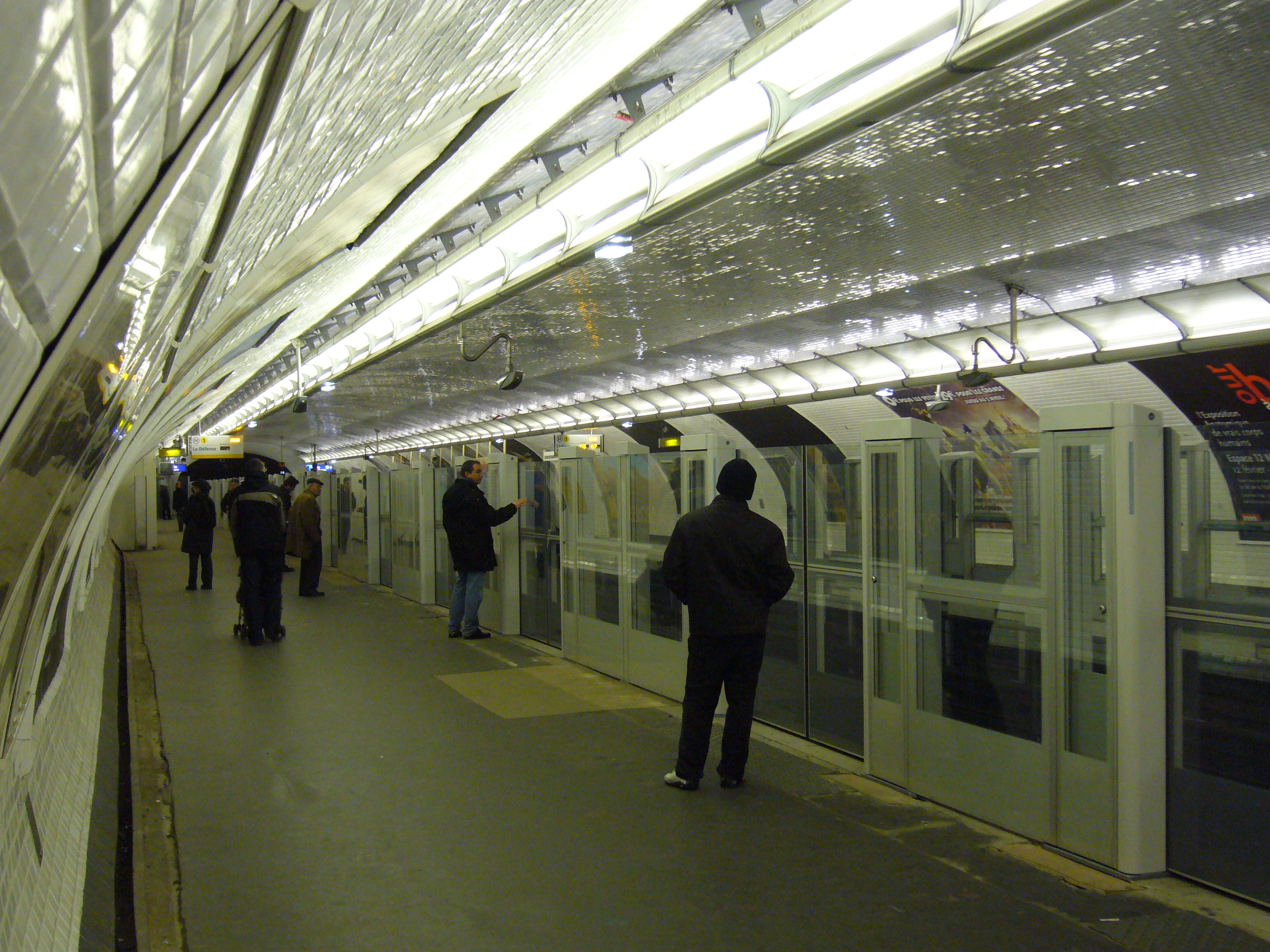
1号线的车站已经加装了月台闸门

RATP在14、1、4号线后计划推动13号线自动化，相关研究已在2018年开始进行，计划2035年实现。另外大巴黎快线 (  ·  ·  · 號線)将以自动化地铁形式建设。
为了应对增长的客流量，RATP开发并正在投放新的信号系统“飓风”，以取代日渐老化的旧系统，此系统的投放将把列车间隔由105秒缩短至90秒。目前已完成3、5、9號線的信號更新。6、10、12線則在規劃中，6號線工程確定由安薩爾多STS施作。

### 车辆更新
巴黎地鐵目前計畫引入新的鋼輪軌道列車MF 19，MF 19計畫將取代除了MF 01以外，所有現有的鋼軌列車，涉及路線包括       號線，多達8條路線；將要替換MF 67、MF 77、MF 88三個型號的鋼軌列車，其中MF 67已經使用約50年。2019年巴黎地鐵宣布阿爾斯通與龐巴迪共同獲得MF 19的製造合約，預計訂購車410列，其中147列已確定，根據路線編組不同，MF 19在各路線使用不同編組形式，原定2024年开始陆续交付，后延迟至2025年，依照替換順序分別為：
- 预计2025年，替換 號線的MF 67型列車，採用5節編組，共30列。。
- 预计2026至2027年，替換 、 號線的MF 67和MF 88型列車，採用4節編組，共14列。
- 预计2027年，替換號線的MF 67型列車，採用5節編組、數量未定。
- 预计2028~2033年，替換   號線的MF 67和MF 77型列車，採用5節編組、數量未定。

### 路网延伸
目前已开通路线中，未有获得法兰西岛运输联合会融资，并正在或准备施工兴建者。巴黎地铁路网的长远规划由法兰西岛规划办提出，包含多个延伸项目，预计在2030年之前陆续完成：
- 1号线向东延长至RER丰特奈谷站，方案已于2007年2月16日获得大区委员会通过[113]，路線將延長4.8 公里，服務 3 個新車站。[114]2021年底開始公眾諮詢，但2022年本計畫的公用事業申報得到了不利意見。[115]
- 7号线向北延长至RER勒布尔歇站。
- 9号线向东延长至蒙特勒伊醫院站（英语：Montreuil–Hôpital (Paris Métro)），該站將與11號線東延交會，11號東延將先行開通。
- 10号线向东南延长至伊夫里-甘必大广场站（法语：Ivry-Gambetta (métro de Paris)），可能再延伸至莱萨尔杜瓦讷站（法语：Les Ardoines (métro de Paris)）與大巴黎快线15號線交會。
- 12号线向西南延长至伊西莱穆利诺西部的RER伊西站（法语：Issy RER (métro de Paris)）。
- 5号线分南、北分別延至巴黎十三区的朗吉廣場和德朗西。
- 與 號線連接，合併為一條路線。

### 大巴黎快线

#### 计划历史

大巴黎快线的網絡規劃

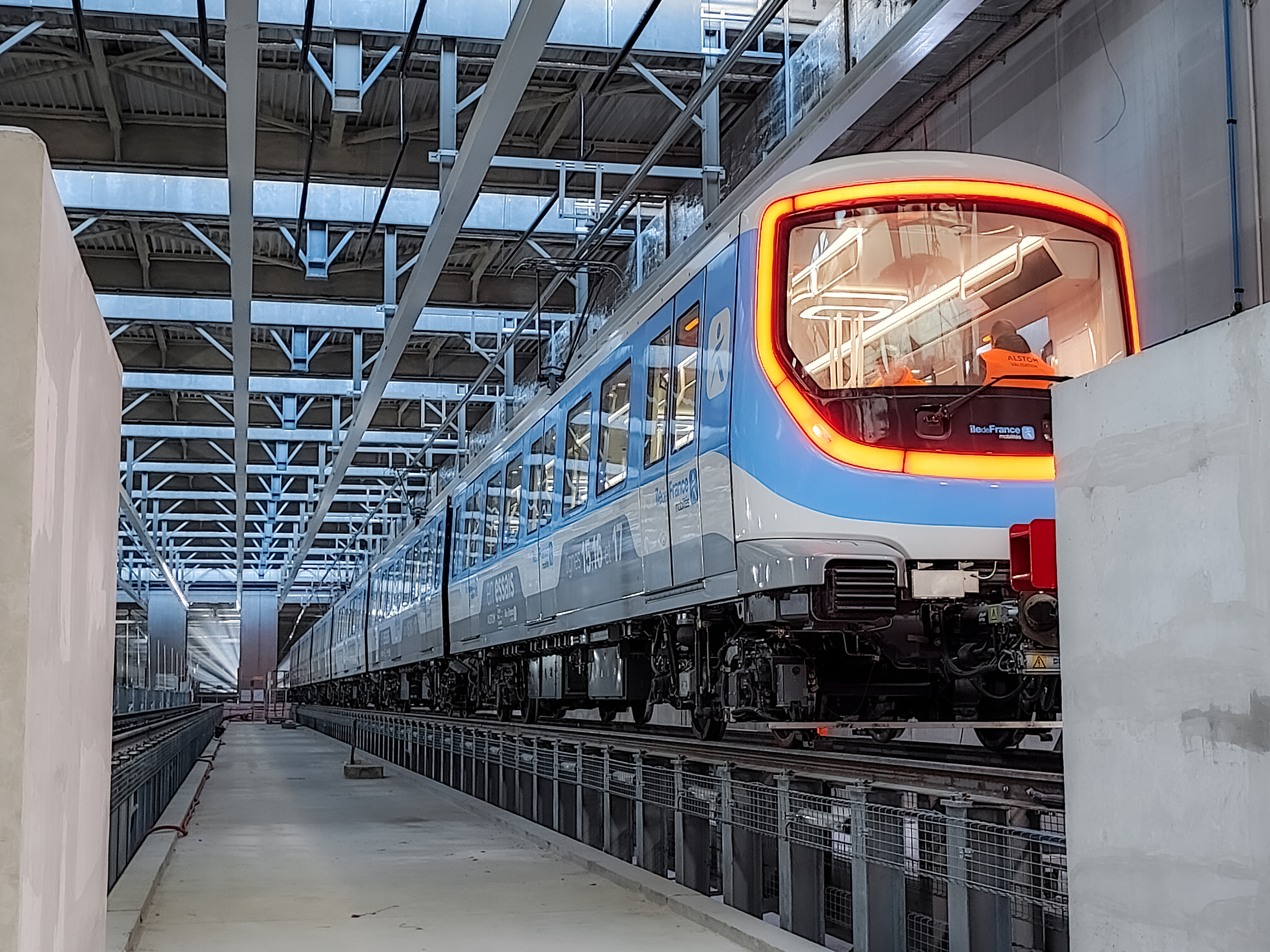
第一列MR6V列车

大巴黎快线是一个计划中的环形地铁网，項目涉及6條路線，包括新建4条快速地铁线路 (  ·  ·  · 號線)、以及既有線11、14號線延伸，将连接巴黎近郊地區，包括巴黎各重要機場，並环绕市区一圈，长达200公里，預計每天為200萬乘客提供服務，用于缓解几条辐射向地铁和RER线路的负载。该项目于2011年1月通过公众辩论，并于同月26日由法国政府和法兰西岛委员会达成协议，作为大巴黎计划的一部分。
大巴黎快线各路線将为自动化地铁，建设中路线预计2025年至2030年间通车。在新建路線上，大巴黎快线将使用阿尔斯通的新列车，列车最高速度110公里/小时。第一列MR6V列车已于2023年11月28日开始试运行。

#### 工程进度
目前大巴黎快线各路線工程進度分別為：
- 號線東延于2024年完工，未来與15號線交會，[33]但該路段並非大巴黎快線計畫的部分，大巴黎快線計畫中11號線將繼續東延，與15、16號線交會，該段目前尚在規劃。

- 號線北段[註 2]於2020年通車至聖旺市政府站。[30][31]之後南北兩端的再延伸工程也于2024年完工，南端至奧利機場[121]，南北兩端延伸線完工後的14號線長27.8公里，有21座車站，其中20个已开通。[32]
- 號線長達75公里，共有36個車站，路線為「6字形」，是大巴黎快線的主要組成部分。分為南、東、西3段，其中南段優先建造，長33公里、設置16座車站，預計2025年完工。[122]東段也在建設中，西段已列入公用事業，預計2030年完工。[123][124]
- 號線線路長29公里，共有10個車站，路線位於巴黎東部郊區，為半環線，部分路線與17號線共線，計畫於2026、2028年分二階段通車。[125]
- 號線線路長26.5公里，共有9個車站，連接市區、勒布尔热机场與戴高樂機場，部分路線與16號線共線，將分三階段於2026、2028和2030年開通。[126]
- 號線線路長35公里，共有10個車站，從奧利機場向西延伸，連接巴黎西南郊區，通往凡爾賽，將分三階段於2026、2027和2030年開通。[127]
- 19號線（法语：Ligne 19 du métro de Paris）为提议路线，在2023年11月提出。[128]

## 巴黎地铁文化

### 地铁裡的音乐家
巴黎地铁音乐家的历史源远流长。然而自1997年起，RATP启用了地铁演奏空间协定来限制这项活动，使其不再对所有人开放。为了避免给其他乘客带来不快，该协定要求那些意图进入地铁演奏的音乐家必须具有一定的声乐技能，并须经过该协定的陪审团的技能审查。如果审查通过，那么该音乐家将会得到一张相关的许可证，进入地铁演奏时须佩戴以示身份。另外，获得此许可的音乐家须在指定的地点演奏，不能到月台上或车厢内演奏。
这些严格的规定大大限制了地铁内音乐家的数量，但反过来也促进了地铁音乐家的高质素，有不少知名音乐家就是从地铁卖艺开始逐渐成名的，比如：赫诺·塞尚、阿兰·苏尚、拉亚姆、科吉亚·琼斯、马努·迪邦戈、雅克·伊吉兰、图雷·昆达、丹尼尔·米勒、丹尼·布里昂、本·哈珀等。如今，那些最出名的音乐家可以在地铁里发行他们的CD，和发行他们在法兰西岛节日时演出的节目影像制品。

### 电影中的巴黎地铁
有多部电影以巴黎地铁为主题进行创作：
- 黑夜之门，马塞尔·卡尔内，1946年。
- 大鼓，亚历斯·霞飞，1965年。
- 武士，讓-皮埃爾·梅爾維爾，1967年。
- 恐惧之城，亨利·维尔纳伊，1975年。
- 美国朋友，温·韦德斯，1977年。
- 地下铁，吕克·贝松，1985年。
- 坏小子，莱奥斯·卡拉克斯，1986年。

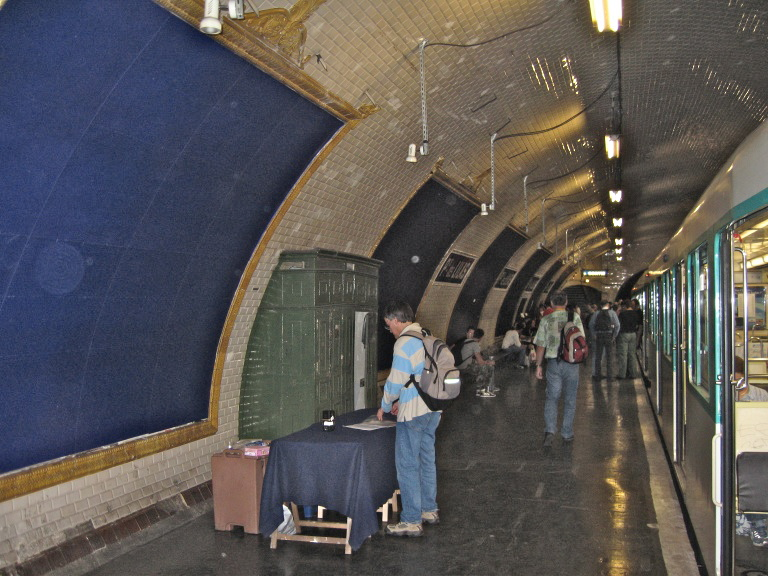
丁香门站专门用于拍电影的站厅

巴黎地铁的丁香门站有一个日常不对公众开放的站厅，被RATP改造成影视工作场所，用作电影和广告的拍摄地点。其它对公众开放的车站由于夜间关闭时间过短，不足以完成场景拍摄，故选此站厅。而此站厅的装饰，特别是站名牌的写法亦能契合电影的场景。天使爱美丽、巴黎，我爱你、美好时光等多部电影均在那里取景。
另外，亦有两部电影直接以巴黎地铁命名，但巴黎地铁本身在电影中只是象征性的标志，并未被赋予太多的内涵。一部是路易·马卢于1960年导演的地铁里的莎姬；另一部是弗朗索瓦·特吕弗于1980年导演的最后的地铁。

### 文学作品中的巴黎地铁
多部文学作品中提到过巴黎地铁。包括法国作家亨利·卡莱的《所有的所有》，法国作家兼记者保罗·吉玛的《真假兄弟》，法国作家马塞尔·阿兰的系列小说《幽灵》等等。奥地利小说家卡夫卡的日记中有两页描绘了巴黎地铁是如何的让市民着迷，如何的方便快捷。

### 歌曲中的巴黎地铁
不少歌曲以巴黎地铁为主题创作。比如法国创作歌手塞尔日·甘斯布的“丁香站的检票员”，法国歌手伊夫·蒙当的“地铁”，法国创作歌手夏尔·特内的“喜悦在那儿”，艾迪特·皮雅芙的“巴黎地铁”等等。另外，法国摇滚乐队电话乐队于1986年在6号线列车内拍过一段MV“另一个世界”。
2009年7至8月，为迎接当年8月28日至30日的塞纳河摇滚节，摇滚乐手们的作品被张贴在地铁和RER车厢内。